# Génterápia

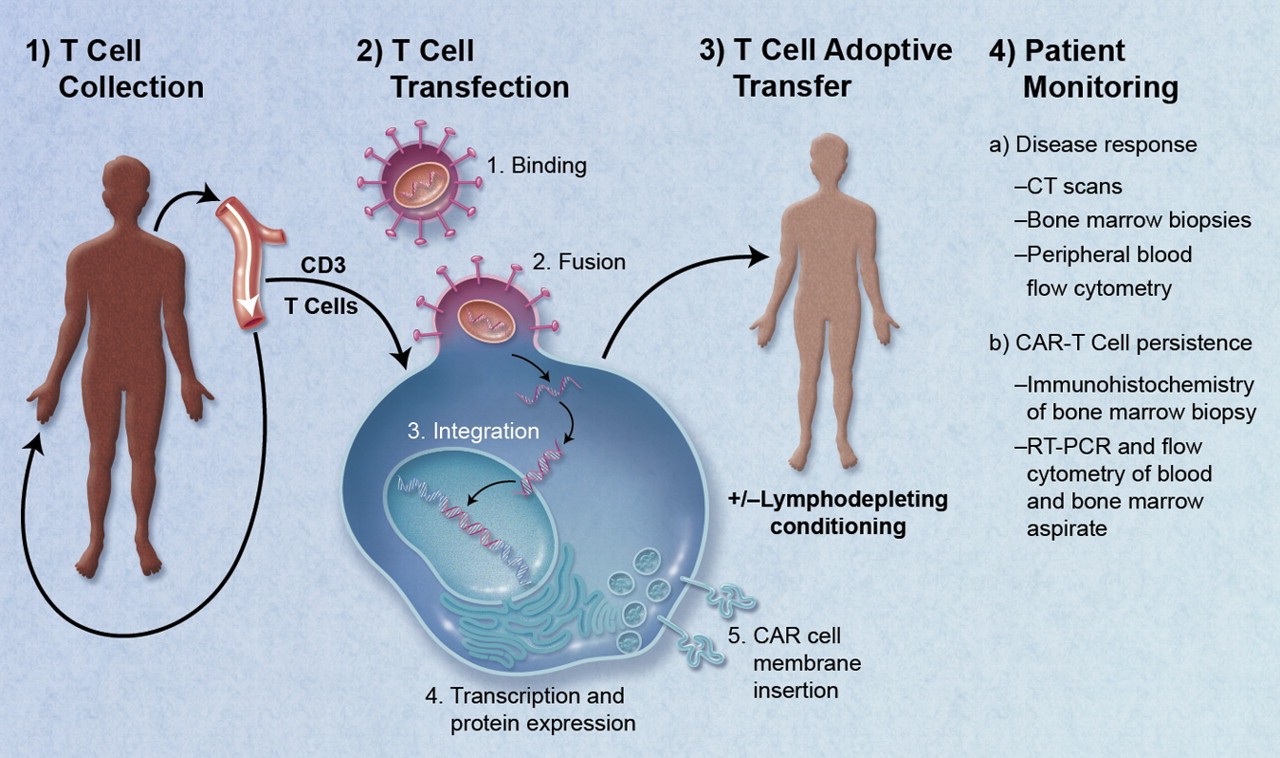
A kiméra antigénreceptorokat expresszáló T-sejtek gén- és immunterápiás alkalmazása kombinálja a monoklonális antitestek antigén specificitását a T-sejtek sejtpusztító effektor hatásával, aktív biológiai megoszlásával, és hosszú perzisztációjuknak köszönhető visszaesések gátlásával.

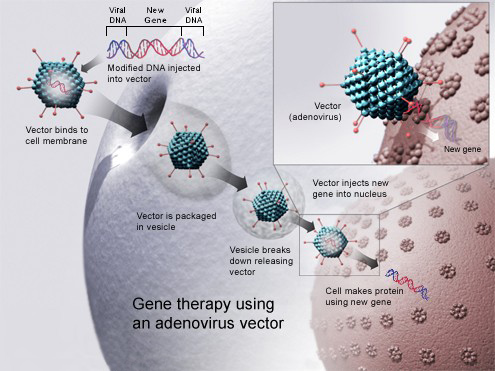
Génterápia adenovírussal

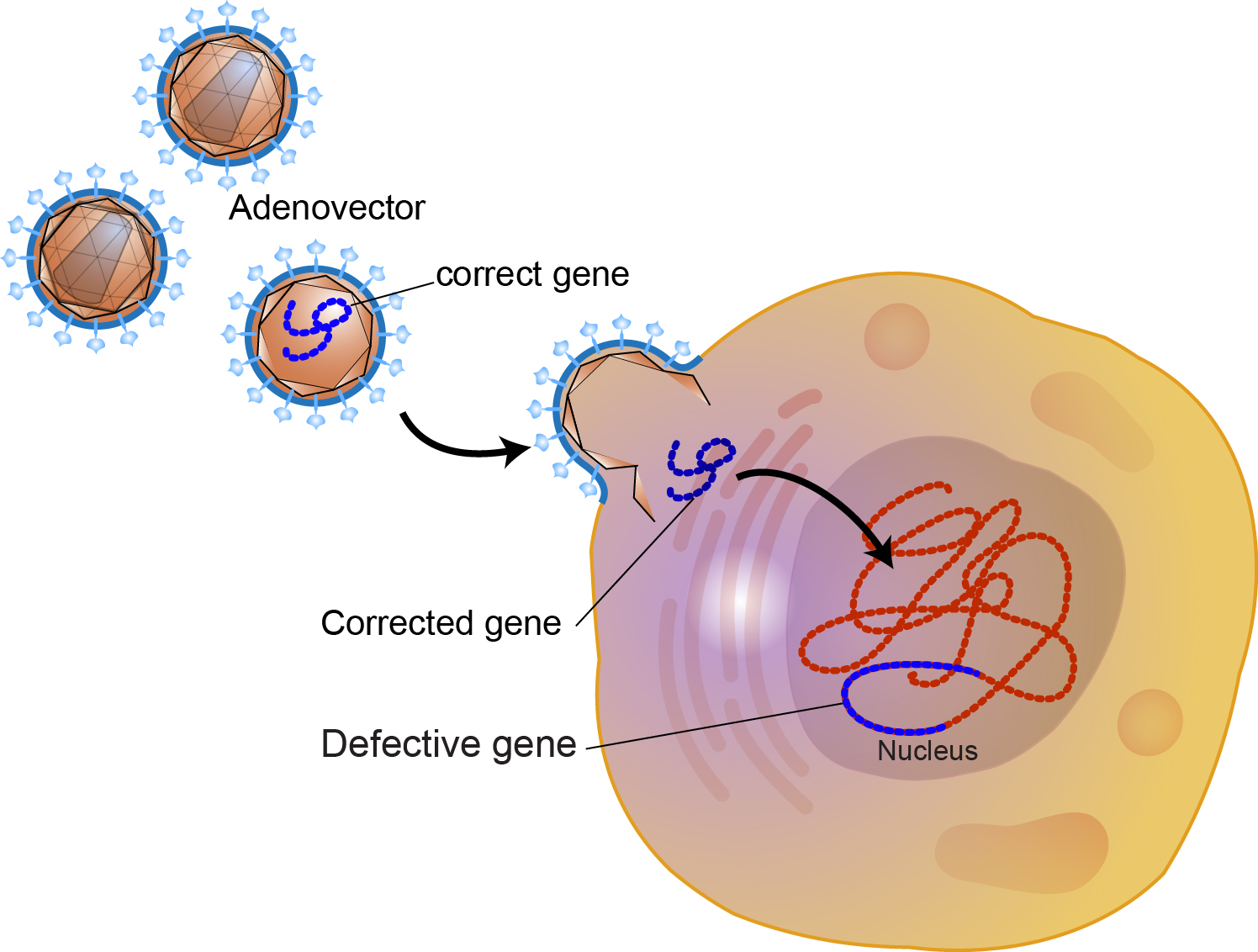
Adenovírussal szállított gén célbajuttatása génterápiás eljárásban

Lehetséges génterápia a FAS számára. Számos betegség oka, hogy vírusok (pl.: hepatitis vírus), vagy a hibás immunrendszer, aktiválnak egy Fas nevű gént, amely olyan fehérjét termel, amely beindítja a programozott sejthalált és elpusztítja a sejteket.

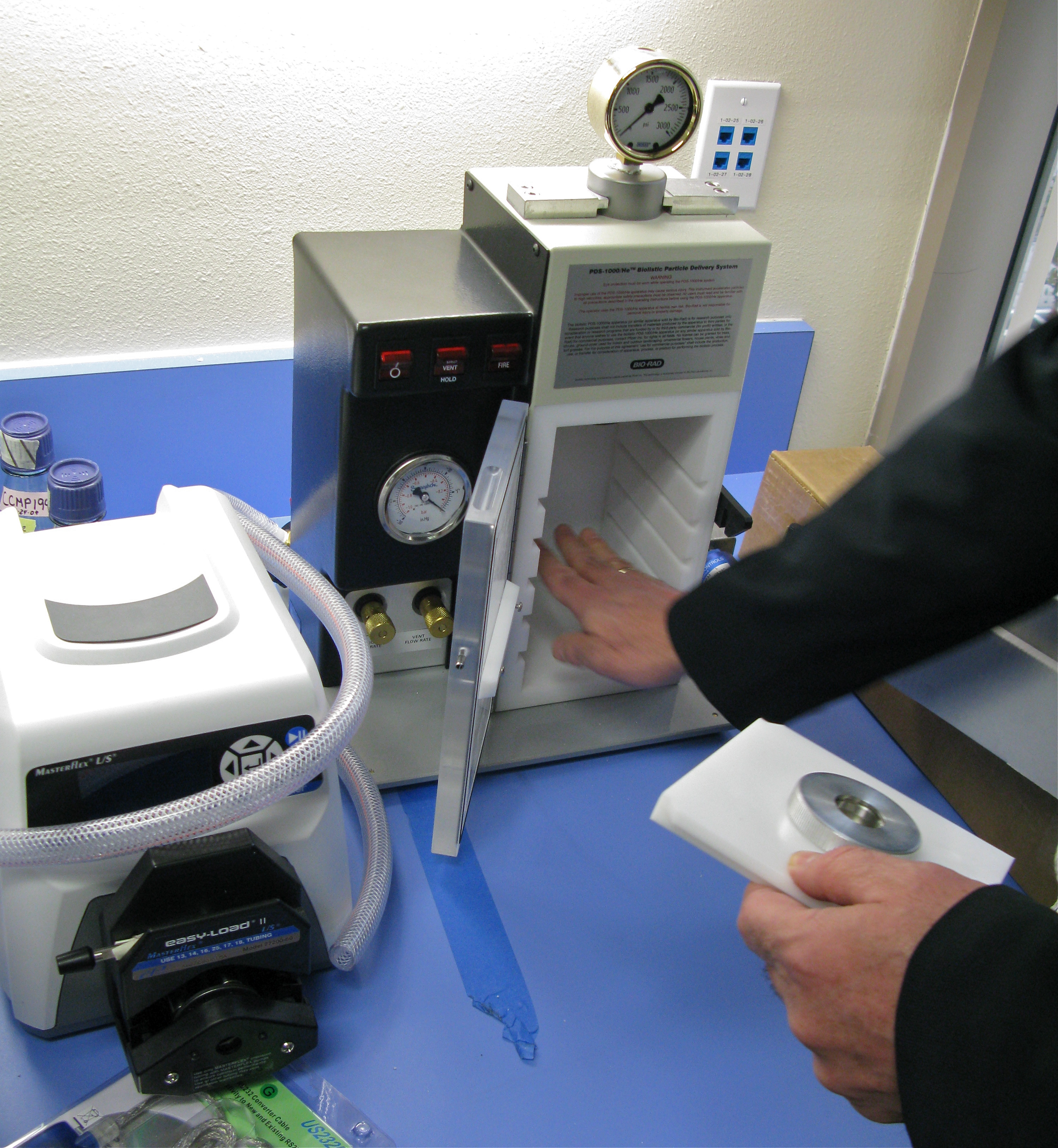
PDS 1000-He Biolisztikus Részecske Szállító Rendszer ("Génpuska")

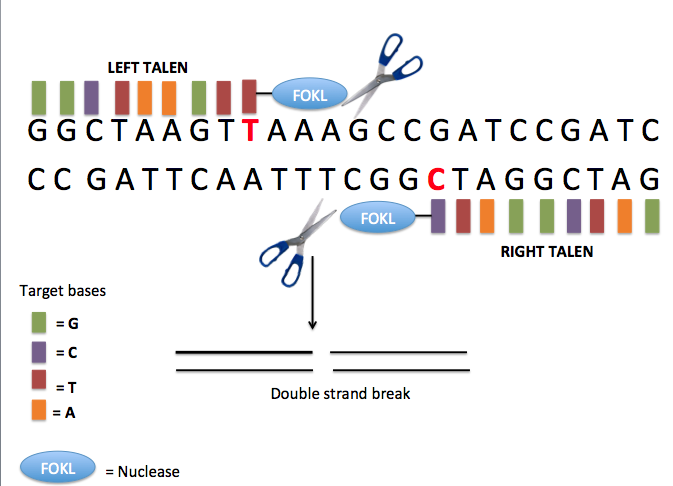
TALEN folyamat áttekinése

A génterápia (angol: gene therapy) a gyógyítás egyik formája, végső soron betegségek megelőzése a génkifejeződés megváltoztatásával. A génterápia során a terápiás géneket a betegek testébe juttatják az erre szolgáló hordozók vagy vektorok segítségével. A génterápia kijavítja, deaktiválja ("kikapcsolja") vagy megváltoztatja a rendellenességet újra létrehozó diszfunkcionális géneket. A gének DNS-ből állnak, amelyek szükséges információk a fehérjék előállításához, ezek létfontosságúak az élő szervezetek optimális működéséhez. Számos gén mutációjának következtében a fehérjék hibásan (vagy egyáltalán nem) működnek és ez vezethet genetikai rendellenességekhez, betegségekhez. A valódi genetikai betegségek mellett, génterápia alkalmazható nem veleszületett betegségek, többek között pl. a rák vagy a fertőző betegségek gyógyítására is. Az American Medical Association jelentése szerint mintegy 4000 betegséghez kapcsolódik genetikai rendellenesség, ideértve a rákot, az AIDS-et, a cisztás fibrózist, Parkinson-kórt, Alzheimer-kórt, az amiotrófiás laterálszklerózist (Lou Gehrig-betegség), szív- és érrendszeri betegségeket és az ízületi gyulladást.
A tudományos fejlődés új eljárások kifejlesztéséhez vezetett, így lehetővé vált a géntranszfer (génátvitel) módszere. A génátvitel magába foglalja a genetikai anyag testi sejtekbe történő szándékos bejuttatását gyógyító, megelőzési vagy betegség felismerési céllal. A génterápia célja egészséges funkciójú gén kifejeződésének elérése a beteg célsejtekben. Ez megvalósítható a hiányzó (új gén) vagy elégtelen működésű (pótlás) gén bevitelével, illetve a fokozott működéssel rendelkező gén kikapcsolásával (kiütés), vagy egészségesre cserélésével.
Ahhoz, hogy a hibás gén kicserélése jó génre bekövetkezzen, több feltételnek is teljesülnie kell:
- Ismerni kell a jó gént, és ezeknek rendelkezésre kell állniuk a szükséges felhasználáskor.
- A jó gént be kell juttatni a szervezetbe valamilyen eljárással.
- A beteg szervezetébe bejuttatott egészséges génnek le kell győznie a hibás gént.[5]

Gyakorlatilag az emberi test összes sejtje géneket tartalmaz, amelyek potenciális célpontokat jelentenek a génterápiához. Ezek a sejtek két fő csoportra oszthatók: 
- szomatikus sejtekre (a test legtöbb sejtje) vagy
- csíravonal sejtjeire (petesejt vagy spermium).

Elméletileg lehetséges a szomatikus sejtek és a csírasejtek transzformálása is. Az embereken végzett összes eddigi génterápia szomatikus sejtekre irányult, míg az embereken végzett csíravonaltervezés továbbra is ellentmondásos és tiltott például az Európai Unióban. A csíravonalsejteket használó génterápia tartós változásokat eredményez, amelyek a későbbi generációkra átörökíthetők. Ha az embriológiai fejlődés vizsgálatát idejekorán elvégezték, például a beültetés előtti diagnózist az in vitro mesterséges megtermékenyítés során, akkor a génátvitel a fejlődő embrió összes sejtében is előfordulhat. A csíravonal génterápia maradandó terápiás hatást fejt ki mindazok számára, akik öröklik a célgént. A sikeres csíravonal terápiák bevezetik annak lehetőségét, hogy bizonyos betegségek egy bizonyos családból, végül a lakosságból örökre megszűnjenek, eltűnjenek. Az eljárás kritikusai a módszer természetellenes mivoltát, a technikai vonatkozásokkal kapcsolatos aggályokat, valamint a csíravonal génterápia előre nem látható negatív hatásait említik.
Míg a sejt- és génterápiák potenciális paradigmaváltást jelentenek a rák és a ritka genetikai rendellenességek kezelésére, ezeknek a nem hagyományos terápiáknak a finanszírozása és megtérítése nagy kihívást jelent. A génterápia piaci értékének előrejelzése 2025-re 4,3 milliárd dollárról 10 milliárd dollárra nő. Ez a növekedés nagyrészt a genetikai betegségek megértésének, és az innovációnak köszönhető, például a TALEN, az RNSi és a CRISPR/Cas9 terén. Az EU-ban és az USA-ban a Glybera (2012) és a Strimvelis (2016) hozzáférhetővé vált, amit 2017-ben még 3 új készítmény követett (ATMP: Advanced Therapy Medicinal Product vagyis fejlett terápiás gyógyszerkészítmény). A Glybera azonban 2017 októberében nem hosszabbította meg forgalomba hozatali engedélyét, elsősorban a gyenge piaci teljesítmény miatt.
A génterápia elemei:
| | Génterápia                                                                                           | |
| --- | --- | --- |
| Szállítás: géntranszfer vektorok | Klinikai indikációk                                                                                  | Terápiás intervenciók |
| - Adenovírusok - AAV - Retrovírusok, Lentivírusok - POX, HSV, VACV, SV40 - Plazmidok, Fragmensek - Liposzómák, elektroporáció, biolisztikumok | - Vakcinák - Monogénes betegségek - Fertőző betegségek - Poligénes betegségek - Daganatos betegségek | - Öngyilkos gének - Gén augmentáció - RNAi, miRNA - Génszerkesztés: ZF-k, CRISPR, TALEN-k - Kiméra-receptorok, CAR-k, TCR-k |

## Mérföldkövek a génterápia történetében

Génterápiás klinikai vizsgálatok 2008-ban

A géntechnológia kialakulása az 1970-es évek elején megnyitotta az orvosbiológiai technológiák korszakát, amelynek célja az emberi egészség javítása klinikai környezetben genetikai manipulációs technikák alkalmazásával.
A restrikciós enzimek felfedezése az 1970-es évek elején nyitotta meg a genetikai manipuláció korszakát, amely sok kutató számára fontos kutatási témává vált. Miközben a géntechnológia az 1980-as évek folyamán haladt előre, kezdetben a génterápia fogalma formálódni kezdett a kutatók szempontjából, mint életképes alternatíva a betegségek gyógyításában. Ez azt jelentett, hogy a betegség genetikai alapja korrigálható szállító rendszerek vagy vektor alkalmazásával úgy, hogy terápiás gént juttasson a beteg testébe. A génterápia fogalmát 1972-ben fogalmazták meg, ezek a szerzők az emberi génterápiás vizsgálatok megkezdése előtt óvatosságra intették a kutatókat a beavatkozásokkal kapcsolatban.
Az első megközelítésben a terápiás gén közvetlenül bejut a páciens testébe, hogy az érintett sejteket célozza meg, míg a második megközelítésben a terápiás gént hordozó szállítóvektor bejuttatását laboratóriumban végezzük, és a transzformált / transzdukált sejteket visszaadjuk a betegek testébe.
A sikertelen első kísérletet a génterápiában (valamint az idegen gének emberi transzplantáció nélküli első esete) Martin Cline 1980. július 10-én végezte el. Cline azt állította, hogy a páciensek egyik génje hat hónap múlva aktív volt, bár soha nem tette közzé ezeket az adatokat, és nem igazolta, és még ha helyes is lett volna, akkor nem valószínű, hogy a béta-talasszémia meggyógyult volna.
Az első humán géntranszfer kísérleti eljárást 1989-ben, majd az első valódi génterápiát 1990-ben végezték el. Nagy ovációval fogadták azt az innovatív eljárást, amikor a kilencvenes években az első "ex vivo" klinikai vizsgálat sikert aratott egy négy éves, adenozin-deamináz-hiányos (ADA) kislánynál. A csontvelőből vett vérsejteket rekombináns kezeléssel kezelték ADA-retrovirális eredetű vektorral és újra beadták a véráramba. Bár a korrigált sejtekben kifejeződött az ADA gén, még mindig gyógyszert is kellett szednie, mert az ADA hiányosságának csak egy részét korrigálta
az ő fehérvérsejtjeiből származó ADA enzim.
Az első engedélyezett humán, génterápiás gyógyszerre 2012-ig kellett várni, amely Glybera néven lett törzskönyvezve az uniQure N.V. által. A génterápia kutatásában egymástól nagyon különböző betegségekre fókuszáltak.
A világon végzet génterápiás vizsgálatok száma klinikai fázisonként 2017-ben:
| Preklinikai | Fázis-I. | Fázis-II. | Fázis-III. | Regisztrált | Elindított |
| ----------- | -------- | --------- | ---------- | ----------- | ---------- |
| 1988        | 448      | 504       | 9          | 2           | 5          |

### A génterápia kifejlesztésének idővonala és mérföldkövei
A koncepciótól kezdve a klinikai alkalmazásokig:
- 1953 – A DNS kémiai szerkezetének felfedezése.
- 1966 – A génterápiás gyógyítási eljárásra javaslat. Edward Tatum javasolta vírusok alkalmazását a szomatikus sejtek genetikai manipulációjában és lehetséges terápiás alkalmazásaiban.[12]
- 1968 – 1968 Rogers & Pfuderer bizonyítékot szolgáltat a vírus által közvetített géntranszferre. Vírusok alkalmazása, mint vivő anyagok a genetikai transzformációkban. A génterápia kezdeti koncepcióját demonstrálják dohánymozaikvírussal vektorként, hogy egy poliadenilát szakaszt vírus RNS-sel (Rogers and Pfuderer,1968[13]) mutatnak be.
- 1970 – Gént helyettesítő terápiás kísérlet az argináz hiánybetegség gyógyításában. Génterápia alkalmazása kardinális anyagcserezavar kijavítására a vad típusú Shope papilloma vírus beadásával, amely az argináz gént kódolja két súlyosan leromlott állapotú fiatal lány esetében, akik hyperarginémiában szenvedtek (Rogers és munkatársai, 1973, Terheggen et al. al., 1975.) A kívánt eredményt nem sikerült elérni.
- 1980-as évek: Az első célzott génszerkesztés élesztősejteken több laboratóriumban.
- 1987 – Az első jelentés baktériumokban a CRISPR-ről (a későbbiekben szükséges ismeretek a CRISPR génszerkesztés fejlődéséhez)
- 1990 – Steven A. Rosenberg vezette az első hivatalosan jóváhagyott géntranszfert embereken, az első génterápiás sikeres kísérlet. A génterápiás megközelítésnek az első sikeres terápiás alkalmazása 1990-ben beteljesül, amikor egy retrovírus-vektort alkalmaztak az adenozin-deamináz (ADA) gént kódoló gén átvitelére két súlyos kombinált immunhiányban szenvedő gyermek (SCID) T-sejtjeire. A válasz csak egy beteg esetében volt pozitív, azonban viták merültek fel, mivel a páciens egyidejűleg enzimpótló terápiát kapott a génterápia mellett.
- 1991 . Első betekintés a cink ujj fehérje (ZFN) génszerkesztési ismeretekbe a fehérjék felismerik a specifikus DNS szekvenciákat.
- 1992 – A globális környezetben a génterápia egy genetikai hiba korrekcióját jelenti egy hibás vagy hiányzó gén normál verziójának bevezetésével, ezzel korrigálva egy mögöttes rendellenességet (Friedmann[14]).
- 1994 – Felfedezik a DNS kettős szálú szünetjavítás homológ rekombinációt, ami kulcs a mai génszerkesztés alaptechnológiához.
- 1999 – Gelsinger az első génterápiás beavatkozásban meghalt beteg.
- 1999 – Egy 18 éves, ornitin-transzkarbamiláz-hiányban szenvedő beteg, viszonylag enyhe, nitrogén-metabolizmus zavarában szenved. A betegeknél a génterápia alkalmazását azonban átmenetileg megállította a páciens vírussal összefüggő toxicitás (Stolberg, 1999).
- 2002 – X-SKIDS gyermekkori betegség gyógyítása génterápiával.
- 2002 – Klaszteres ismétlődések, amelyeket 1987-ben fedezték fel a CRISPR rendszeres csoportosult rövid palindromikus ismétlés.
- 2005 – Az először jóváhagyott onkolitikus vírus.
- 2008 – Először jóváhagyott génalapú gyógyszerek, molekuláris mechanizmusok, indikációk.
- 2009 – A Lieber-féle veleszületett amaurózis, egy típusa az öröklött gyermekkori vakságnak, teljes gyógyulás génterápia alkalmazásával.
- 2009 – Az első amerikai génszerkesztés klinikai vizsgálatokkal HIV-betegeknél.
- 2009 – Egy egyszerű kód felfedezése a transzkripció aktivátor-szerű effektek (TALE) képesek felismerni specifikus DNS-szekvenciákat, fontos alapja a TALE első leírásának.
- 2010 – TALEN leírása
- 2010 – β-thalassemiaa (Cavazzana-Calvo et al.,), X-kapcsolt súlyos kombinált immunhiány (SCID-X1) ( Hacein-Bey-Abina és munkatársai)
- 2012 – A tervezett CRISPR/Cas9 rendszerek első jelentése, amelyek speciális DNS-t szekvenciákat vágnak.
- 2013 – Tumorkezelés. Kezdetben a génterápia ritka (árva) betegségekre összpontosult, amelyek káros monogénes genetikai rendellenességek által közvetítettek. Azonban a területen elért előrehaladást követően különböző krónikus és progresszív betegségeket, például szívelégtelenséget, neurodegenerációt vagy metabolikus rendellenességeket vizsgálták génterápiás módszerekkel. Ezek a vizsgálatok jelezték, hogy a génterápiás technikák széles körben alkalmazhatók, bár a rák az összes folyamatban lévő klinikai génvizsgálat több mint 60%-át tartalmazt (Wirth et al., 2013 ).[15][16]
- 2013 – Az első jelentések a CRISPR/Cas9 rendszerek tervezett felhasználásáról a a gének módosítására emberi sejteken.
- 2014 – A New England Journal of Medicine-ben megjelent jelentés az első emberi klinikai vizsgálatról a cink ujj fehérjékkel kiütik a CCR5 gént 12-es T-sejtekben HIV-fertőzöttekben.

- 2016 – Az első AIDS beteg ZFN szerkesztett vérsejtet kap.
- 2016 – Az első rákos beteg megkapja a CRISPR-el szerkesztett immunsejteket Kínában.

Két évtizeddel a kezdeti génterápiás kísérleteket követően és több, mint 1700 jóváhagyott klinikai vizsgálatban világszerte nemcsak a génterápiával kapcsolatos általános információkat és ismereteket szerezték meg, hanem azt is megértették, hogy a társadalomban továbbra is fennállt az aggodalom. Annak ellenére, hogy a génterápia során fellépő kudarcokkal szembesültek, sikertörténetek jelentek meg. Ezekre példák a pozitív ajánlás a génterápiás termék (Glybera) által az EMA számára az Európai Unióban történő jóváhagyásra, valamint az ADA hiány, a SCID-X1 és az adrenoleukleotid kezelésére vonatkozó pozitív vizsgálatok.
Mindazonáltal, az ismeretek tovább növekednek, és idővel több biztonsági adat áll rendelkezésre, amely segít a jobb génterápiás eljárások kialakításában. Továbbá a molekuláris orvostudomány megnövekedett megértésével képesek voltak olyan specifikusabb és hatékonyabb géntranszfer-vektorokat kifejleszteni, amelyek jelenleg klinikai eredményeket produkálnak.
A génterápiában végzett klinikai vizsgálatok során alkalmazott különböző géntípusok:
| Géntípus                     | Antigének | Citokinek | Tumorszupresszor gének | Öngyilkosgének | Génhiány | Növekedési faktorok | Receptorok | Replikáció inhibítorok | Markerek | Egyéb |
| ---------------------------- | --------- | --------- | ---------------------- | -------------- | -------- | ------------------- | ---------- | ---------------------- | -------- | ----- |
| A génterápiás kísérletek %-a | 20.5      | 18.4      | 8.3                    | 8.1            | 8        | 7.5                 | 7.2        | 4.3                    | 2.9      | 14.7  |

### Cisztás fibrózis
A cisztás fibrózist a CFTR (cystic fibrosis transmembrane conductance regulator) gén mutációjának eredménye. A CFTR gén egy klorid ioncsatornát kódol, melynek hibás működése súlyos betegséget eredményez. Oxfordi és Cambridge-i (UK) tudósok közölték 1993-ban, hogy a normális működést helyreállították olyan egerek tüdőparenchimájában, amelyekben előzőleg mesterséges úton cisztás fibrózist hoztak létre. Ezt a javítást úgy idézték elő, hogy a tüdőkbe a CFTR-nek nevezett génnek másolatait fecskendezték be liposzómákba. A liposzómák beleolvadnak parenchimák membránjába, lehetővé téve a DNS-nek, hogy bejusson a sejtbe és a hibát megszüntesse.
Napjainkban a betegség által leginkább érintett tüdőparenchimát rekombináns, -CFTR gént kifejező-, adenovírus inhalálásával kezelnek. Az adenovírus DNS-e nem épül be az emberi genomba, ezért a terápiát gyakran meg kell ismételni. A másik probléma az, hogy az adenovírus vektor a gazdaszervezetet immunválaszra készteti, ami az ismételt alkalmazásoknál problémát jelenthet. A számos érintett szerv közül csak a tüdőt lehet ezzel a módszerrel kezelni.

### Fehérvérsejt megtapadási rendellenesség
Egészséges géneket juttattak be a beteg páciens bizonyos fehérvérsejtjeibe. Ez egy örökletes betegség, amely életminőség-romlással járó visszatérő fertőzéseket okoz. A gén szállítására vektorként vírust használva egészséges gént vittek be, hogy a betegségért felelős rendellenes gént kiiktassák. Az egészséges gén érvényre jutott és
normális sejtműködést eredményezett.

### Kombinált, súlyos immunhiányos betegség
Az esetek közel felében az adenozin deamináz enzim génje hibás, és alkalmatlanná teszi az immunrendszert arra, hogy a behatoló mikrobák ellen védekezzék. Az USA-ban 1990-ben, majd 1993 márciusában végezték el a londoni Great Ormond Street Kórházban. 1990-ben két ADA-hiányos kislány T limfocitáiba ex vivo ADA-cDNS-t vittek be. Egy gént pótoltak, amely az ADA enzim készítéséért felelős. A gént a gerincvelősejtekbe helyezték, ahonnan a keletkező sejtek már termelték az ADA gént. A páciensek véréből fehérvérsejteket emeljenek ki, beléjük ép géneket vigyenek majd a fehérvérsejteket visszajuttassák a szervezetbe s ezáltal legyőzzék a betegséget.

### A génterápia első áldozata
Jesse Gelsinger (1981. június 18. – 1999. szeptember 17.) az első olyan személy, aki a génterápiás klinikai terápia során meghalt. Gelsinger ornitin-transzkarbamiláz-hiányban szenvedett, a máj X-hez kötődő genetikai betegségében, amelynek tünetei magukban foglalják az ammónia (a fehérje lebomlása mellékterméke) metabolizálására való képtelenség. A betegség általában születéskor halálos kimenetelű, de Gelsingernek enyhébb formája volt a betegségnek, amelyben az ornitin transzkarbamiláz gén csak a páciens sejtjeinek egy részén mutált, a csíravonal mozaikosságként ismert állapotban. Mivel hiányossága részleges volt, Gelsingernek sikerült túlélni egy korlátozott étrendben és speciális gyógymódokban részesítve. Az adenovírus vektor mellékhatásai okozták Jesse Gelsinger halálát. Sajnos a beavatkozást végző orvos a preklinikai eseteknél fellépő szövődményeket nem említette meg a beavatkozáshoz szükséges engedélyeztetési eljárásban, ez okozta vesztét.

## Testidegen DNS bevitele emlőssejtekbe

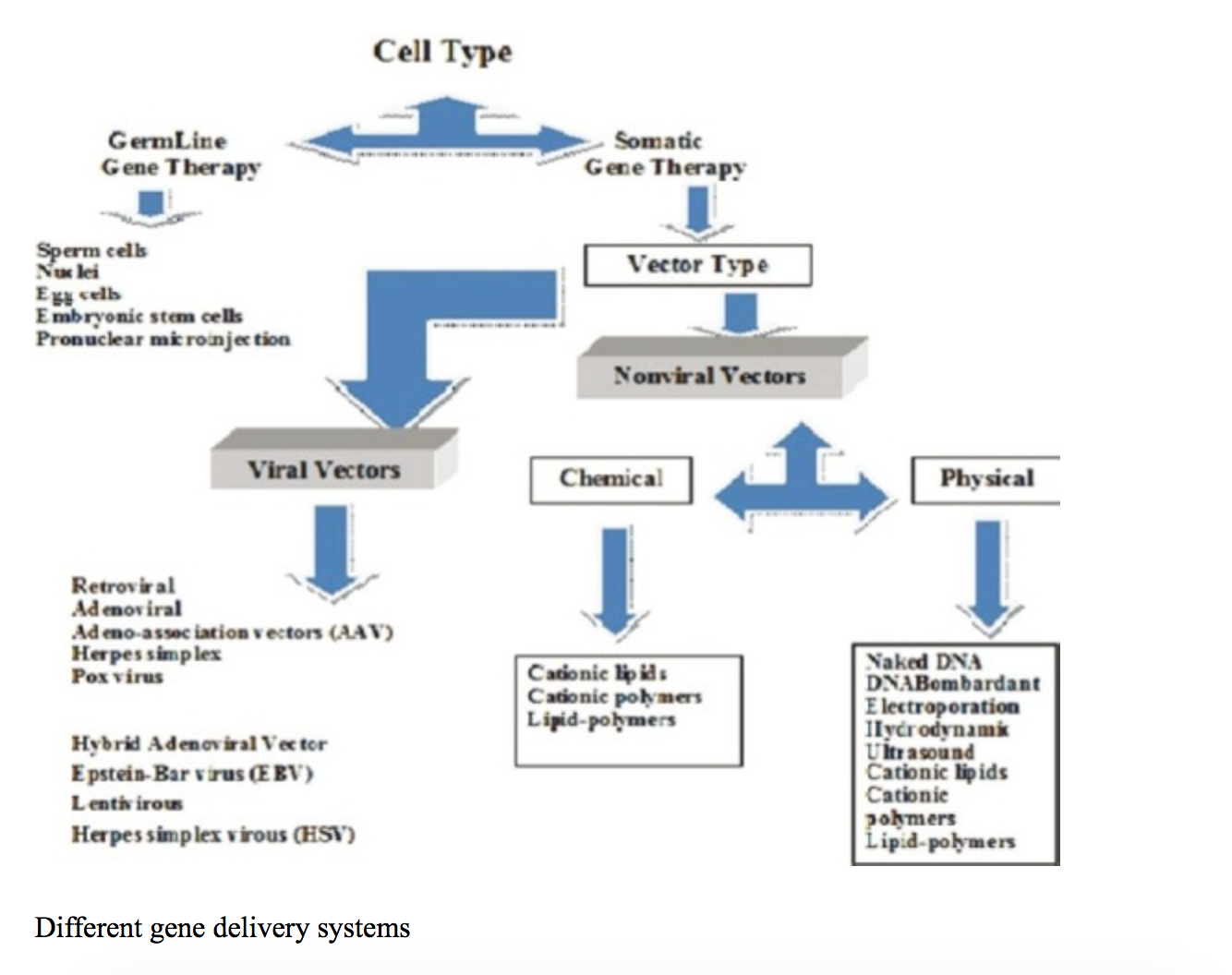
A vektorok alkalmazásában mutatkozó különbségek. Nem vírus vektorok összehasonlítása a vírus alapú vektorokkal

A génpuskát a sejtek genetikai információkkal történő injektálásához használják, más néven biolisztikus részecske szállító rendszer. A génpuska a legtöbb sejten hatékonyan alkalmazható, de leginkább növényi sejteken használatos.

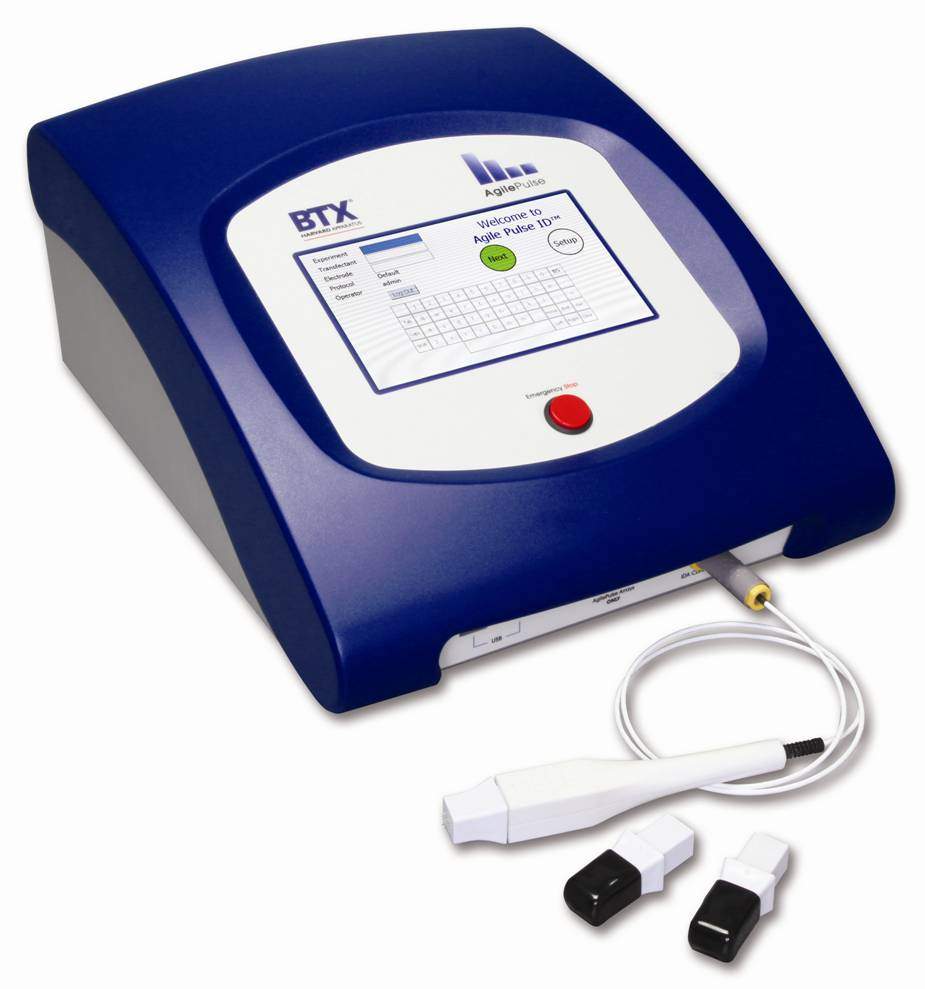
Agile Pulse in vivo elektroporációs rendszer a BTX Harvard Apparatus, Holliston MA USA

Géntranszfer eljárások képezik az emberi génterápia alapját. A fizikai génbeviteli módszer a mikroinjekció és az elektroporáció. A biológiai módszer a vírusvektorok alkalmazása jelenti.
Különbséget kell tenni, hogy ivarsejtbe vagy testi sejtbe visszük be az idegen gént. A testi sejt módosítása ezen testi sejt meghatározott életére korlátozódik, szemben az ivarsejt módosítása miatt örökölhető, az utódokra is átadódik és így terjedhet.

### Kalcium-foszfátos kicsapás
A testidegen DNS-t kicsapatják kalcium-foszfáttal, a keletkezett üledéket az emlőssejt képes közvetlenül felvenni, amely beépül a gazdasejt kromoszómális DNS-ébe.

### Sejtmagba injektálás
A DNS-t 0,1 μm átmérőjű üveg mikropipettával közvetlenül a sejtmagba juttatják. Az injektált sejtek felébe a bevitt gén stabilan beépül.

### Elektroporáció
Elektromos impulzus hatására a sejthártyán képződő pórusokon keresztüli gén bejuttatása. A sejtfúzió jobb hatékonyságának elérése alkalmazzák. A környezeti paramétereknek optimálisnak kell lennie, nehogy a sejtek károsodást szenvedjenek (felrobbanjanak). A transzformálandó sejteket a DNS-t tartalmazó oldatba teszik, majd elektromos erőtérbe helyezik, ahol az erőtér a sejt lipidmembránjának állapotát megváltoztatja, megnöveli a sejtmembrán permeabilitását. Elősegíti a módszer a részecskéknek, molekuláknak a külső térből való felvételét (pinocitózis).

## Fő stratégiák a génterápiában

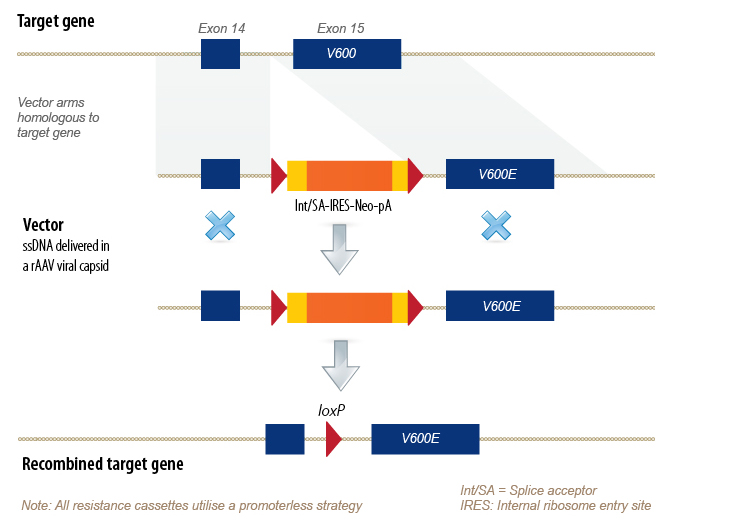
Egy tipikus rAAV vektor diagramja

Általában egy gént nem lehet közvetlenül beilleszteni a sejtbe. Ezt a hordozón vagy vektoron keresztül kell a sejtbe bejuttatni. A vektorrendszerek a következőkre oszthatók:
Vírusvektorok
Nem virális vektorok
Jelenleg a vektorok leggyakoribb típusa a vírusok, amelyek genetikailag módosítottak, hogy normál emberi DNS-t hordozzanak. A vírusok olyan módszert fejlesztettek ki, amely kórokozó módon képes befogni és génjeiket az emberi sejtekbe szállítani. A tudósok megpróbálták kihasználni ezt a képességet a vírusgenom manipulálásával a betegség okozó gének eltávolítása és a terápiás beiktatás érdekében.
A célsejteket, például a páciens máját vagy tüdősejtjeit vektorral fertőzzük. Ezután a vektor a terápiás humán gént tartalmazó genetikai anyagot kiüríti a célsejtbe. A terápiás génből származó funkcionális fehérjetermék létrehozása visszaállítja a célsejtet normális állapotba.

### A mutáns gén helyettesítése
A génpótlás a leggyakrabban alkalmazott génterápiás eljárás. A mutáns gén mellett megjelenő egészséges gén expressziója pótolni képes a hiányzó (nem mutáns eredetű) fehérjét. A génterápia hajnalán azokat a recesszív, egygénes, funkciót elvesztő mutáció következtében kialakult betegségeket célozta meg, ahol a fehérje pótlása a betegség halálos kimenetelét megelőzte.

### Hibás gén kiütése, csendesítése (knockdown)
A géncsendesítés egy olyan eljárás, amelyet a gén "kikapcsolt" állapotában alkalmaznak, így nem tartalmaznak fehérjét. A génelhallgatással kapcsolatos eljárás a génterápia közvetlenül a gén DNS-ét célozzák meg, vagy a génből származó mRNS transzkriptumokat célozhatják meg.
A ribozim génterápia célja a génből átmásolt mRNS transzkriptumok leállítása. A ribozimok RNS molekulák, amelyek enzimként hatnak. Leggyakrabban olyan molekuláris ollók, amelyek az RNS-t vágják. A ribozim génterápiában a ribozimeket úgy alakították ki, hogy
megtalálják és elpusztítsák a mutált gén által kódolt mRNS-t, így nem lehet fehérjét
előállítani.
A fentiekben ismertetett mutációk javítása mellett a génszerkesztés alkalmazható
mutáció bevezetésére egy gén DNS-szekvenciájába úgy, hogy fehérjét ne készítsen. A hármas hélixet alkotó oligonukleotid génterápia egy mutált gén DNS-szekvenciáját célozza a transzkripció megakadályozása céljából. Ez a technika rövid, egyszálú DNS darabokat tartalmaz, amelyeket oligonukleotidoknak neveznek, amelyek specifikusan kötődnek a gén két DNS-szál között. Ez a kötés olyan hármas hélix szerkezetet eredményez, amely blokkolja a DNS-t mRNS-ből való átírással.
Az RNS-interferencia kihasználja a sejt természetes vírusölő gépét, amely elismeri és
megsemmisíti a kettős szálú RNS-t. Ez a technika rövid nukleinsavszekvenciájú RNS-t
vezet be, amely komplementer egy gén mRNS-transzkriptumának egy részével. Az RNS rövid darabja megtalálja és összekapcsolja a komplementer szekvenciáját, amely egy kettős szálú RNS molekulát képez, amelyet a sejt elpusztít. Az RNS interferencia bármely gén expressziójának gátlását (lecsendesítését) lehetővé teszi, és az emberi diagnosztikus és terápiás alkalmazások köre is egyre szélesebb. A sejtbe juttatott vagy a sejten belül expresszált rövid kettősláncú RNS molekulák (small interfering RNS, siRNS) komplementer módon kötődnek a cél-mRNS molekulához, indukálják annak lebontását, így szekvencia specifikus gátlást eredményeznek.

### Hibás gének módosítása (gene editing)
SMaRT kifejezés "Spliceosome-mediated RNA Trans-splicing" kifejezésre utal. Ez a technika megcélozza és javítja a mutáns génből átmásolt messenger RNS (mRNS) transzkriptumokat. Ahelyett, hogy megpróbálná helyettesíteni az egész gént, ez a technika csak a mutációt tartalmazó mRNS transzkriptum szakaszát javítja. Számos különböző vírusvektort fejlesztettek ki a mutációk közvetlen javítására a DNS-ben. Ez a génszerkesztési technika olyan enzimeket használ, amelyeket specifikus DNS szekvenciák céljára terveztek. Az enzimek kivágják a hibás szekvenciát, és egy funkcionális másolattal helyettesítik.
A cink-ujj nukleázok felfedezése lehetővé tette módosított transzkripciós faktorokkal a DNS irányított, specifikus szekvenciákon történő vágása, amelyet rekombináció követ.

## A génterápia fajtái

### Csíravonal génterápia
A transzgénikus egerek létrehozásához hasonló módszerrel elvileg emberben is elképzelhető olyan génterápiás beavatkozás, mellyel betegségek átörökítését meg lehet akadályozni. A csíravonal genetikai manipulációja jelenleg megjósolhatatlan kockázattal jár, ma a csírasejt génterápiája emberben nem engedélyezhető. Az egyed minden sejtjében elvégezik a genetikai beavatkozást ebben az esetben. A beültetés előtti diagnosztikát alkalmazva mesterséges (in vitro) megtermékenyítés esetén a 8 sejtes embrió egyik sejtjének genetikai elemzésével végzik. A csíravonal génterápia ugyanis olyan eszköz a tudomány kezében, mellyel a populációs szintű genetikai károsodás korrigálható. A jövő orvosetikai dilemmája a csíravonal génterápia (az ember genom módosítása) alkalmazása a humán terápiában.

#### Retrovírus vektor génterápia
Ha a genetikai betegség a terhesség nagyon korai szakaszában kimutatható. A szülők mégis szeretnék a gyermeket úgy, hogy egészségesen jöjjön a világra. A szedercsíra állapotú embriót izolálják, majd sejttenyészetet készítenek belőle. A beteg gén egészséges változatát egy retrovírus vektorral beviszik a tenyésztett sejtekbe, izolálják az egyik genetikailag korrigált sejt sejtmagját, majd beültetik azt egy magjától megfosztott anyai petesejtbe, majd a genetikailag javított zigótát az anya testébe visszaültetik. Az eredmény egészséges gyermek lesz. Jelenleg ez a protokoll nem engedélyezett.

### Szomatikus génterápiák
Az egyed csak bizonyos sejtjeiben végezik el a genetikai beavatkozást. A szomatikus génterápia célja, hogy legyőzze azokat a veleszületett betegségeket, amelyeket hibás gének okoznak. Ezek a gének normális esetben enzimeket, fehérjéket termelnek. Egyik példa erre, a thalasszémia amely akkor lép fel, amikor a csontvelő sejtjei, amelyekből vörösvértestek fejlődnek, nem termelnek fiziológiás hemoglobint. Itt, és az ehhez hasonló esetekben a cél az, hogy helyreállítsák a hiányzó fehérje termelését, a betegség alapját képező genetikai hiba kijavításával vagy kompenzálásával.

#### A beteg testén kívüli, ex vivo génterápia

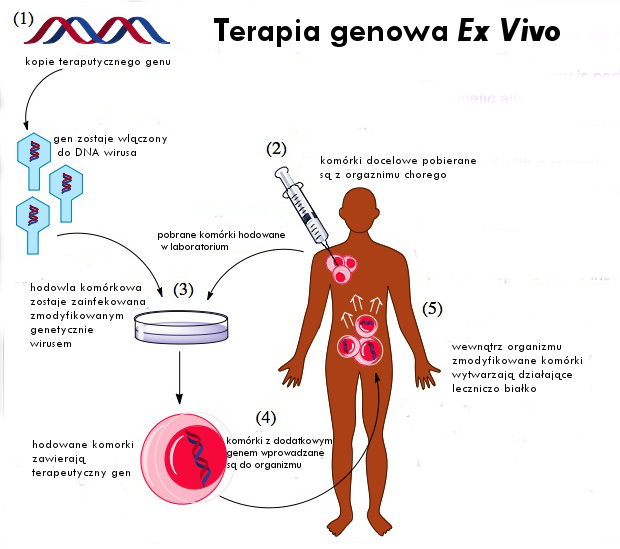
Ex vivo génterápia

Az ex vivo génterápia esetében az idegen géneket először tenyésztett sejtekbe (rendszerint embrionális őssejtekbe, vagy felnőtt őssejtekbe) visszük be, majd a transzformált sejteket beültetjük a célszervbe. Tehát, az őssejtek használhatók genetikai módosítás nélkül is terápiára (ez a sejtcserés terápia), ill. génterápiára is (ilyenkor idegen gént, ill. géneket építünk a sejtek genomjába).

## Vektorok a génterápiában

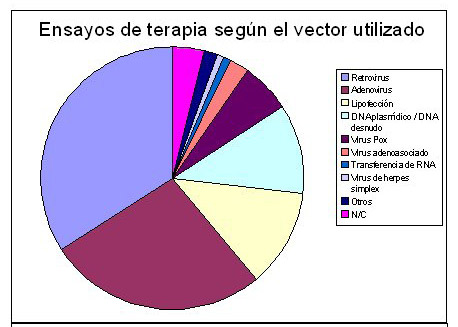
Vírus vektorok felhasználásának aránya a génterápiában

A génterápia a sejtbe juttatott nukleinsavakkal a hibás, betegséget okozó
gént pótolja, módosítja vagy kiüti. A nukleinsavakat többnyire vektorokba (átvivő, szállító) építik be, ezek segítik a molekula célsejtbe való bejutását. A gyógyításban alkalmazott gének bejuttatása a betegek sejtjeibe függ az in vivo géntranszfer rendszerek további fejlesztésétől. 

### Az ideális génterápiás vektor

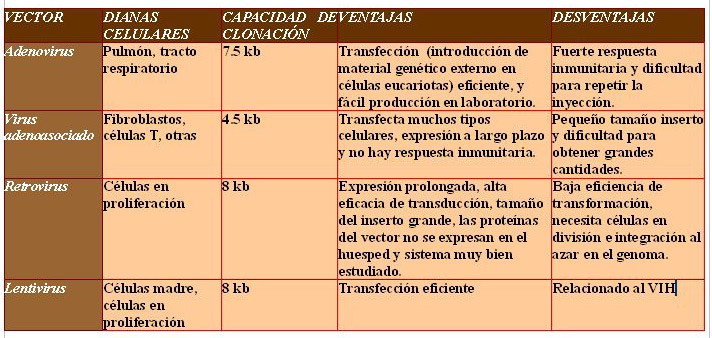
A génterápiában használt fő vírusvektorok előnyeinek és hátrányainak összefoglalása

Egyszerű gyártástechnológiával bírjanak, valamint a vektor részecskék magas hozamú termeléssel legyenek előállíthatók, ne legyenek toxikusak, valamint ne váltsanak ki kóros immunreakciót a gazdaszervezetben.
A gyógyszerkutatások különböző vírus alapú és nem-vírus alapú szállító rendszerek széles palettáját ismerik. Alacsony transzfekciós hatásfokkal bíró módszer a „csupasz” plazmid DNS injektálása, gén „belövés”, vagy a liposzóma formában történő génbejuttatás, a vírus alapú vektorok használata előnyt élveznek, mert hatékonyabbak.
A vírusalapú vektorok jól meghatározott sejteket vagy szöveteket kell megcéloznia. Mivel a felnőtt betegek sejtjeinek többsége posztmitotikus, mitózis utáni állapotban van, a vírus vektoroknak mind az osztódó, mind a „nyugalomban” lévő, nem osztódó sejteket fertőzniük kell.

### A géntranszfer módjai
A vektorok adása in vivo, élő szervezetbe vagy ex vivo, élő szervezeten kívül történik. Ex vivo beavatkozás esetén a betegtől nyert sejteken laboratóriumi körülmények között végzik a módosítást, majd a sejteket a módosítás után visszajuttatják a betegbe (autológ transzplantáció). A vektoroknak két csoportja van, virális illetve nem-virális. A klinikai vizsgálatok 90 százalékában virális vektorokat használ. A vírusokkal történt génbevitelt transzdukciónak, míg általánosságban a DNS beépülését a genomba inzerciónak nevezik. Attól függően, milyen vektort választunk, a terápiás hatású DNS molekula beépülhet a gazdasejt kromoszóma állományába (és továbbjut az utódsejtekbe) vagy extrakromoszómális DNS formájában marad. Létrehozható laboratóriumi körülmények között mesterséges emberi kromoszóma (human artificial chromosomes, HAC) mely a sejtbe juttatva mint új kromoszóma működik.

### Vírus alapú vektorok
A vektorokkal szemben támasztott legfontosabb elvárás, hogy a gyógyító gént legyenek képesek bejuttatni és működtetni a célsejtben úgy, hogy a vírus maga ne szaporodjon. A retro-, adeno- és a adeno-asszociált vírusok (AAV) genomja alkotta a leggyakrabban felhasznált vírus alapú vektorokat, még ritkán használatos vektorok a herpeszvírusból (Herpes simplex virus I, HSV-1), bakulovírusból és másokból származnak.

#### Retrovírusok

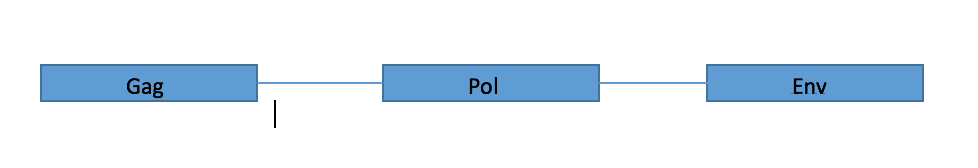
Retrovírus gének. Minden retrovírus legalább három alapvető gént tartalmaz, gag, pol és env. A gag a belső szerkezeti fehérjéket kódolja, a mátrixot, a kapszidot, és a nukleokapszid komplexet. A pol a replikációs enzimeket (reverz
transzkriptáz és integráz), míg az env a burokfehérjéket kódolja.

A retrovírusokból nyert vektorok előnye, hogy a provírus kódoló része könnyen kicserélhető a terápiás génre, és a vírus életciklusa során a provírus integrálódik a genomba. A beépíthető inzert mérete 8-10 kilobázis max. Hátrányuk, hogy a beépülés inzerciós mutagenezishez, a kezelt sejtek tumoros elfajulásához vezethet. A gag, pol és env géneket kicserélik terápiás génre, majd transzfekcióval beviszik egy becsomagoló sejtvonalba a vírus-DNS-t.
A retrovírusokat alkalmazó génterápia egyik problémája az, hogy az integráz enzim a vírus genetikai anyagát tetszőleges helyzetbe tudja illeszteni a gazda genomjába. Ha genetikai anyag kerül beillesztésre a gazdasejt egyik eredeti génjének közepére, akkor ez a gén megzavaródik (inszerciós mutagenezis). A gén egy szabályozó sejtosztódásban, vagy szabályozatlan sejtosztódásban (pl. Rák) fordulhat elő. Ezzel a problémával a közelmúltban kezdték el foglalkozni a cink ujj-nukleázok alkalmazásával vagy bizonyos szekvenciák, például a béta-globin lokusz-kontroll régió hozzáadásával, hogy az integráció helyét irányítsák specifikus kromoszomális helyekre.

##### Lentivírusok
A Lentivirus a Retroviridae család nemzetsége, amelyet hosszú inkubációs periódus jellemez. Lentivírusok képes egy jelentős mennyiségű genetikai információnak a DNS a gazdasejt, így azok az egyik leghatékonyabb módszer a gén szállítási vektor . A HIV, a SIV és a FIV mind a lentivírusok példái. A Lentivirus elsősorban a géntermék in vitro rendszerekbe vagy állatmodellekbe történő bevezetésére szolgáló kutatási eszköz. Nagy volumenű együttműködési erőfeszítések folynak a lentivirusok használatára, hogy blokkolják egy adott gén expresszióját RNS- interferencia-technológia alkalmazásával, nagy áteresztőképességű formátumokban. A rövid hajtű RNS (shRNA) expressziója csökkenti egy adott gén expresszióját , így a kutatók megvizsgálhatják egy adott gén szükségességét és hatását egy modellrendszerben. Ezek a vizsgálatok megelőzhetik olyan új gyógyszerek kifejlesztését, amelyek célja egy géntermék gátlása a betegség kezelésére.
β-globin cDNS-t expresszáló lentivírussal ex vivo transzdukálták egy thalassaemiáís beteg hematopoetikus sejtjeit, így sikerült a beteg transzfúzó függését megszüntetni.
HIV-alapú lentivirális vektorokkal a HIV eliminálására is kísérletet tesznek, nem kódoló RNS-molekulák expresszálásával a HIV receptorának expresszióját és a HIV replikációját gátolták.

#### Adenovírusok

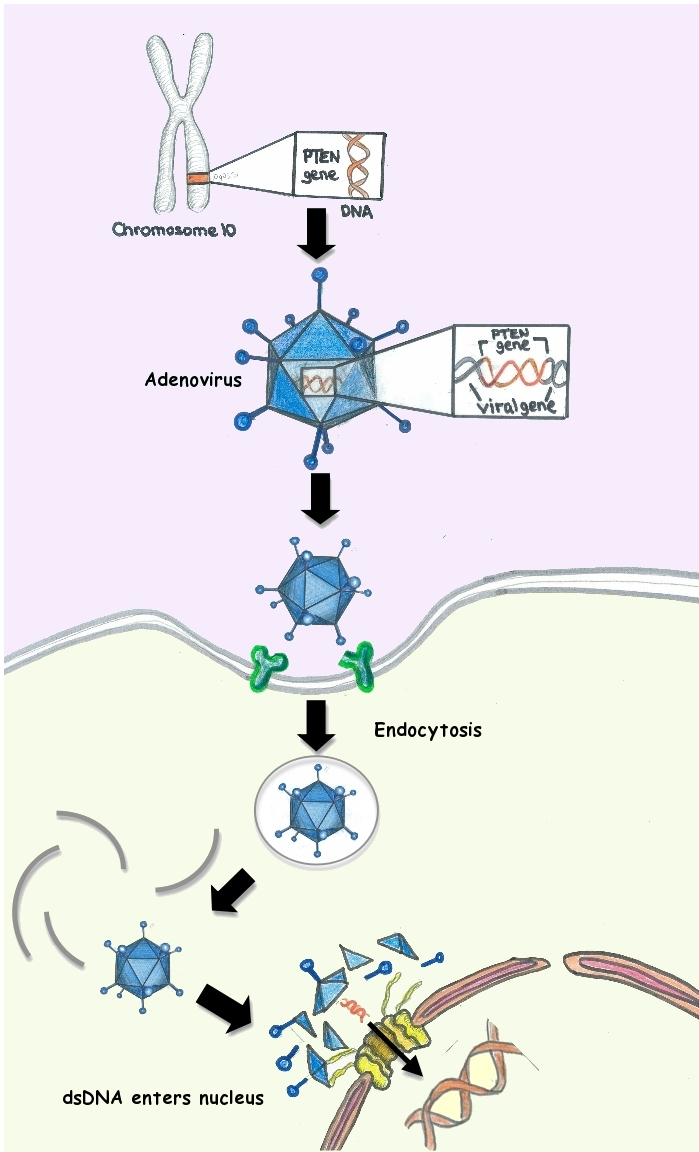
Adenovírus-mediálta génterápia

Az adenovírusok közepes méretű (90-100 nm), meztelen, ikozaéder vírusok, amelyek nukleokapszidból és kettős szálú lineáris DNS-genomból állnak. Több mint 51 különböző szerotípus létezik emberekben, amelyek felelősek a felső légúti fertőzések 5-10% -áért a gyermekeknél és számos fertőzés felnőtteknél is. Amikor ezek a vírusok egy gazdaszervezetet megfertőznek, a fertőzött sejt vezeti be a DNS-molekulát a gazdaszervezetbe. Az adenovírusok genetikai anyagát nem építik be (átmeneti) a gazdasejt genetikai anyagába. A DNS-molekulát a gazdasejt magjában szabadon helyezkednek el, és ebben az extra DNS-molekulában lévő utasítások átíródnak, mint bármelyik másik gén. Az egyetlen különbség az, hogy ezek az extra gének nem reprodukálódnak, amikor a sejt közeledik a sejtosztódáshoz, így a sejtek leszármazottai nem lesznek extra génnel fertőzöttek.

#### Adeno-asszociált vírusok
Adeno-asszociált vírusok, a parvovírus család, kis vírusok egy genom egyszálú DNS-el. Ezek a vírusok genetikai anyagot helyezhetnek el a 19. kromoszóma meghatározott helyére, közel 100%-os biztonsággal. Az AAV használatával kapcsolatban számos hátránnyal járhat, beleértve a kis mennyiségű DNS-t (kis kapacitású) és a gyártás nehézségét. Az ilyen típusú vírus azonban azért van használatban, mert nem patogén (a legtöbb ember ártalmatlan vírust hordoz). Az adenovírusokkal ellentétben az AAV-val kezelt legtöbb ember nem képes immunválasz létrehozására a vírusra.
Az AAV-val folytatott számos kísérlet folyamatban van vagy előkészületben van, főként az izom- és a szembetegségek kezelésére; a két szövet, ahol a vírus különösen hasznosnak tűnik. Ugyanakkor olyan klinikai vizsgálatokat is elindítottak, ahol AAV vektorokat használnak az agy génjéhez. Ez azért lehetséges, mert az AAV-vírusok megfertőzik a nem osztódó (nyugalmi) sejteket, például a neuronokat, amelyekben a genomjaik hosszú ideig expresszálódnak. A közelmúltban végzett humán vizsgálatokban a CD8 + immunsejtek felismerték az AAV fertőzött sejteket, és ennek megfelelően megölték ezeket a sejteket. Úgy tűnik, hogy ez a beavatkozás a 2. típusú vírus kapszid vagy külső rétegének része.

#### Alfa-vírusok
Alfavírusok, mint Sindbis és Semliki Forest vírus, tartozik a Togaviridae víruscsaládba. Jelenleg 27 olyan alfavírus képes fertőzni különböző gerinceseket, mint például az embereket, a rágcsálókat, a madarakat és a nagyobb emlősöket, mint a lovak. Az alfa-vírusok részecskéinek bevonata 70 nm átmérőjű, általában gömbölyű és 40 nm izometrikus nukleokapszid. Az alfavírusok genomja egyszálú pozitív sense RNS-ből áll . A teljes genom hossza 11 és 12 kB között van, és 5 'sapkával és 3' poli-A farokkal rendelkezik. A genomban két nyitott leolvasási keret (ORF) létezik, nem strukturális és strukturális. Az első nem strukturális, és fehérjéket kódol a vírus RNS transzkripciójához és replikációjához, míg a második négy strukturális fehérjét kódol: Capsid protein C, Envelope glycoprotein E1, Envelope glycoprotein E2 és Envelope glycoprotein E3. Az expressziós ezen fehérjék és replikációját a virális genom minden zajlik a citoplazmában a fogadó sejtek.
Az alfa-vírusok használata elterjedt a génterápiás kutatók körében, különösen a Ross River, Sindbis vírusból, Semliki Forest vírus, és a venezuelai ló encephalitis vírusokat mind virális vektorok génszállításra. A replikációhiányos vektorok alkalmazása rövid távú expresszióhoz vezet, ami ezeket a vektorokat vonzóvá teszi a rák génterápiájában. Az intratumorális injekciókhoz használt terápiás vagy toxikus géneket hordozó alfavirus vektorok hatékony tumorregressziót mutatnak.

#### Herpes-vírusok
A Herpes simplex vírusok (HSV) az Alphaherpesvirinae alcsaládjához tartoznak . A herpeszvírusok egy viszonylag nagy, lineáris DNS- genomból állnak, amely 150 kb hosszú hosszúságú kettős szálú DNS-t tartalmaz, és egy ikozahedrális fehérje ketrecben, a kapszidnak nevezett, amelyet borítékként nevezett lipid kettős rétegbe csomagolnak. A borítékot a kapszidhoz egy tegument segítségével kapcsolják össze. Ez a teljes részecske a virion néven ismert. A herpesz vírus genomja körülbelül 100-200 gént kódol. Ezek a gének számos proteint kódolnak, amelyek részt vesznek a vírus kapszidjának, tegumentjének és borítottságának kialakításában, valamint a vírus replikációjának és fertőzőképességének szabályozásában.
A Herpes simplex vírus 1 és 2 (HSV-1 és HSV-2) a herpeszvírus család két faja, amelyek emberben fertőzést okoznak. A herpes simplex vírus által okozott fertőzést a száj, az ajkak vagy a nemi szervek bőrében vagy nyálkahártyáiban lévő vizes hólyagok jelölik. A HSV-1 és a HSV-2 genomjai komplexek, és két egyedi régiót tartalmaznak, a hosszú egyedülálló régiónak (UL) és a rövid egyedi régiónak (US). A 74 ismert ORF közül az UL 56 vírusgént tartalmaz , míg az USA csak 12-t tartalmaz. A HSV-gének átírását a fertőzött gazda RNS- polimeráz II katalizálja . Az azonnali korai gének, amelyek kódolják a korai és a késői vírus gén expresszióját szabályozó fehérjéket, először a fertőzés után fejeződnek ki. Korai génexpresszió következik, hogy lehetővé tegye a DNS-replikációban részt vevő enzimek szintézisét és bizonyos burok glikoproteinek termelését. A késői gének kifejeződése végül előfordul, ez a géncsoport túlnyomórészt kódolja a virionrészecskéket alkotó fehérjéket.
A herpesz vírusokat jelenleg génátvivő vektorokként használják, mivel ezek speciális előnyei vannak más vírusvektorokkal szemben. A HSV-eredetű vektorok egyedülálló tulajdonságai között szerepel a vírusrészecske igen nagy transzgenikus kapacitása, amely lehetővé teszi a vírusgenom genetikai komplexitásának hosszú idegen DNS-szekvenciákat, amelyek lehetővé teszik az onkolitikus aktivitással rendelkező számos különböző attenuált vektor létrehozását, és a HSV vektorok képesek behatolni és létrehozni az érzékszervi ganglionok idegsejtjeiben az egész életen át tartó nem toxikus látens infekciókat, ahonnan a transzgének erősen és hosszú távon kifejeződhetnek. Három különböző vektorosztályt lehet előállítani a HSV-ből: replikáció-kompetens attenuált vektorok, replikáció-inkompetens rekombináns vektorok és hibás helper-függő vektorok, amelyek ismert. A replikációs hibás HSV vektorokat egy vagy több azonnali korai gén, például ICP4 törlése útján állítják elő, amelyet kiegészítõ sejtvonalon transz szállít. Az onkolitikus HSV vektorok ígéretes terápiás szereket jelentenek a rákban. Az ilyen HSV-alapú vektorokat glioma, melanoma és petefészekrákos betegek tesztelik.

#### Vakcinia-vírusok
A vakcinia vírus (VACV vagy VV) egy nagy, összetett, borítékolt vírus, amely a poxvirus családba tartozik. Ennek egy körülbelül 190 kb hosszúságú lineáris, kettős szálú DNS genomja van, amely kb. 250 gént kódol . A genomot lipoprotein magmembrán veszi körül. A poxvírusok nak a legnagyobb ismert DNS- vírusok , és különböznek az egyéb vírusok által képesek replikálódni teljes egészében a citoplazmában a gazdasejt sejt , kívül a mag .
A virion mérete nagyjából 360 × 270 × 250 nm. A Vaccinia-vírus jól ismert a himlőbetegség felszámolását célzó vakcina szerepében, és ezáltal az emberiség által az emberiség sikeresen felszámolásának első emberi betegsége. Ezt a törekvést az Egészségügyi Világszervezet (WHO) végezte a himlőfelszámolási program keretében. A himlő felszámolása után a tudósok tanulmányozzák a Vaccinia vírust, amely a gének biológiai szövetekbe való bejuttatásának eszközeként szolgál ( génterápia és géntechnológia).
A vakcina vírus akár 25 kB idegen DNS-t is képes elfogadni, ami nagy gének kifejeződéséhez hasznos. A külföldi gének stabilan integrálódnak a vírus genomjába, ami hatékony génexpressziót eredményez. Az idegen gének expresszálására újratervezett Vaccinia vírusok robusztus vektorok a rekombináns fehérjék előállításához. A vakcinavírusokat herpeszvírus, hepatitisz B, veszettség, influenza, humán immundeficiencia vírus (HIV) és más vírusok immunizálására szolgáló antigének expressziójára tervezik.
Génterápiás vektorok jellemzői:
| Vektor                   | Fertőző képesség | Immunogenitás | Fertőző képesség (tropizmus) | Alkalmazás                                | Génexpresszió                   | Titer (db/ml) | Előnyök                                                                  | Hátrányok                                               |
| ------------------------ | ---------------- | ------------- | ---------------------------- | ----------------------------------------- | ------------------------------- | ------------- | ------------------------------------------------------------------------ | ------------------------------------------------------- |
| retrovírusok             | Lenti vírus      | alacsony      | jó                           | Wiskott– Aldrich-szindróma                | permanens (genomi integrálódás) | 107           | integráció a genomba, tartós hatás                                       | inszerciós mutagenezis, csak osztódó sejteket fertőznek |
| adenovírusok             | igen             | nagyon magas  | kitűnő                       | rák elleni immunoterápia                  | tranziens                       | 1011          | sokféle sejt transzdukálható, nagy hatásfokkal                           | átmeneti hatás, mmunválasz kiváltása                    |
| adeno-asszociált vírusok | igen             | alacsony      | nem jó                       | genetikai betegségek                      | permanens (episomalis)          | 107           | integráció a genomba, nem kórokozók                                      | kisméretű inszert                                       |
| Herpes simplex           | igen             | alacsony      | nem jó                       | idegrendszeri betegségek (tropizmus miatt | permanens (episomalis)          | 107           |                                                                          |                                                         |
| liposzómák               |                  |               |                              |                                           |                                 |               | betegséget nem okoznak, nagyméretű fragmentum kis hatásfokú sejtbe jutás |                                                         |
| csupasz DNS              |                  |               |                              |                                           |                                 |               | betegséget nem okoz, nagyméretű inszert                                  | kis hatásfokú sejtbe jutás, bomlékonyság, instabilitás  |

### Nem–virális vektorok
A nem-virális terápia esetében a sejtmag membránja jelenti a döntő akadályt a bevitt DNS számára. A sejtmagba történő bejutás hatásfokának javítására irányulnak peptidek, natív vagy mesterségesen előállított fehérjék, transzkripciós faktor kötőhelyek segítségével. Szintetikus biológiailag lebomló polimert fejlesztenek, melyek a DNS molekulával összekeverve nanorészecskéket hoznak létre. A nem-virális vektoroknak az a hátránya, hogy hatásfokuk elmarad a virális vektorok hatásfokától, a fejlesztések eredményeként bizonyos esetekben eltűnt.

#### Meztelen DNS
Ez a nem vírusos transzfekció legegyszerűbb módja. Csekély DNS-plazmid intramuszkuláris injektálásával végzett klinikai vizsgálatok történtek, azonban a kifejeződés más módszerekhez képest nagyon alacsony volt. A plazmidokkal végzett kísérletek mellett olyan meztelen PCR termékkel is folytattak kísérleteket, amelyek hasonló vagy nagyobb sikerrel jártak.

#### Oligonukleotidok
A szintetikus oligonukleotidok génterápiában történő alkalmazása a betegségben részt vevő gének inaktiválására szolgál. Számos módszer létezik ezzel. 
- Az egyik stratégia a célgénre specifikus antiszenszet alkalmaz a hibás gén transzkripciójának megzavarására.
- Egy másik siRNS-t használ, hogy jelezze a sejt hasítására specifikus egyedi szekvenciák a mRNS-átirata a hibás gén, megzavarja fordítását a hibás mRNS-nek, és így expresszióját a hibás génnek.
- További stratégia a kettős szálú oligo-dezoxi-nukleotidokat alkalmaz, mint a célgén transzkripciójának aktiválásához szükséges transzkripciós faktorokat. A transzkripciós faktorok kötődnek a csalikhoz a hibás gén promóter helyett, ami csökkenti a célgén transzkripcióját, csökkentve az expressziót.

#### Lipoplexek, poliplexek, liposzómális vektorok

Liposzómaszerkezet. A liposzóma sémája, amely vizes belső réteget körülvevő foszfolipid kettősréteget mutat, vizet kedvelő fejjel

Liposzómákat kiterjedten alkalmaznak vízben nem oldódó hatóanyagok sejtmembránon át történő sejtbe juttatáshoz. Javítva az új DNS cellába jutását, a DNS-t védeni kell a sérülésektől és annak behatolását a sejtbe meg kell könnyíteni. E célból új molekulákat, lipoplexeket és poliplexeket hoztak létre, amelyek képesek védeni a DNS-t a nemkívánatos degradációtól a transzfekciós folyamat során.

##### lipoplexek
A terápiás gént tartalmazó rekombináns plazmidot pozitív töltésű kationos liposzómával komplexé alakítják, majd e módon juttatják a célsejtbe. Gyenge hatásfokú az eljárás, de mivel a komplex nagy dózisban adható, elérhető a terápiás hatás.
A plazmid DNS-t lipidekkel boríthatjuk be egy szervezett szerkezetben, mint egy micella vagy egy liposzóma. Amikor a szervezett struktúra DNS-el van komplexítve, ezt lipoplexnek nevezik. Háromféle lipid van, anionos (negatív töltésű), semleges vagy kationos (pozitív töltésű). Kezdetben anionos és semleges lipideket használtunk a lipoplexek szintetikus vektorok előállítására. Annak ellenére azonban, hogy a velük kapcsolatban kevés toxikus hatás áll fenn, hogy összeegyeztethetőek a testnedvekkel, és hogy lehetőség nyílt a szövetek specifikus alkalmazkodására; bonyolult és időigényes ahhoz, hogy olyan figyelmet fordítsanak, mint a kationos változatokra.
A kationos lipidek pozitív töltésük miatt természetes komplexeket képeznek a negatív töltésű DNS-el. Feltöltésük eredményeképpen kölcsönhatásba lépnek a sejtmembránnal, lipoplex endocitózis alakul ki, és a DNS felszabadul a citoplazmában. A kationos lipidek szintén védik a gént a sejt DNS általi lebomlása ellen.
A lipoplexek leggyakoribb alkalmazása ráksejtekben történő génátvitelben van, ahol a mellékelt gének tumorszuppresszor kontroll géneket aktiváltak a sejtben, és csökkentik az onkogének aktivitását. A közelmúltban végzett vizsgálatok azt mutatták, hogy a lipoplexek hasznosak a légző epiteliális sejtek transzfektálásában, ezért genetikai légzőszervi megbetegedések, például cisztás fibrózis kezelésére alkalmazhatók.

##### poliplexek
A polimerek DNS-sel képzett komplexeit poliplexeknek nevezzük. A legtöbb poliplex kationos polimerekből áll, és termelésüket ionos kölcsönhatások szabályozzák. A poliplexek és a lipoplexek hatásmechanizmusa közötti nagy különbség az, hogy a poliplexek nem képesek felszabadítani a DNS-terhelésüket a citoplazmában, ezért e célból endoszóma-litikus anyagokkal való együttes transzfekciót (az endocitózis során az endoszóma lizálása, a folyamat amelynek során a poliplexum belép a sejtbe), mint például az inaktivált adenovírusnak. Azonban ez nem mindig így van, a polimerek, például a polietiléniminnak saját endoszomát képes riasztási képessége van, mint a kitozán és a trimetil-kitozán.

#### Transzpozonok
Bár a ve ktorok az esetek döntő részében episzómálisan helyezkednek el, kísérletek folynak irányított inzerciójukra laboratóriumi körülmények között előállított transzpozonokkal. A legújabb irányzat, hogy transzgént egy halak genomjában megtalált és „felélesztett” transzpozon (ugráló gén) viszi be a beteg gazdasejt genomjába. Egy „alvó” hal transzpozonból készült a (Csipkerózsika) névre keresztelt, emberi sejtek genomjában „ugráló” transzpozon, ezzel az eljárással transzgének vihetők be emberi sejtekbe.

#### Nanopolimerek
Szintetikus biológiailag lebomló polimerek DNS molekulával összekeverve nanorészecskéket hoznak létre, amelyek a sejtmagba történő bejutás hatásfokának javítására alkalmasak.

## Gyártás-technológiai nehézségek
Legfőbb kihívás a gyártásban a vektor rendszerek finomítása, biztonságosabbá tétele, és termelésük gazdaságosságának fokozása. Emberi testen (in vivo) végzett beavatkozás esetén a helyileg vagy szisztémásan adott transzporter csak a célsejtekhez jut el ideális esetben, azaz sejtspecifikus, ami nem-vírus alapú vektor esetén specifikus ligandok, vírus alapú vektor esetén módosított vírus burok fehérjékkel érhető el.
A vektornak át kell jutnia az esetleges endothelium akadályán, és be kell jutnia a sejtmagba. A bejuttatott DNS molekula elhelyezkedhet kromoszómán kívül, vagy beépülhet a gazdasejt kromoszómájába. A kromoszómán kívüli forma nem osztódó sejtekben sokáig fenn tud maradni, osztódó sejtekből viszont kihígul. A beépülésre képes vektorok előnye, hogy a beépült DNS molekulát a sejt osztódása során keletkezett utódsejtek is tartalmazni fogják, hátránya viszont, hogy (mivel a beépülés nem irányítottan történik) a beépülés gének aktivációját/inaktivációját eredményezheti.
A gyógyszer-terápiás gén expressziójának hatástartama szerzett betegségek esetén átmeneti időre kell hogy szorítkozzon, míg genetikai betegségek esetén többnyire egész életen át tartó. A hosszútávú sikeres génterápia egyik fő akadálya a vektor vagy a terápiás géntermék elleni kóros immunreakció.

## Génterápia és génszerkesztő eszközök
1992-ben indult, majd 2012 óta robbanásszerűen fejlődésnek indult technológiák. A génszerkesztés vagy genom szerkesztése módosított nukleázokkal a génsebészet egyik típusa, amelyben a DNS beillesztése, törlése vagy helyettesítése egy szervezet genomjával, génexpressziós nukleázokkal vagy "molekuláris ollóval". Ezek a nukleázok helyspecifikus kettősszál-szüneteket (DSB-ket) generálnak a kívánt helyen a genomban. Az indukált kettős szálú szüneteket nemhomológ végső csatlakozás (NHEJ) vagy homológ rekombináció (HR) javítja, ami célzott mutációt eredményez ("szerkesztéseket").

### Génexpressziós nukleázok, molekuláris ollók
Három mesterséges nukleáz-család használatos.

#### Cink ujjas-nukleázok (ZFN-k

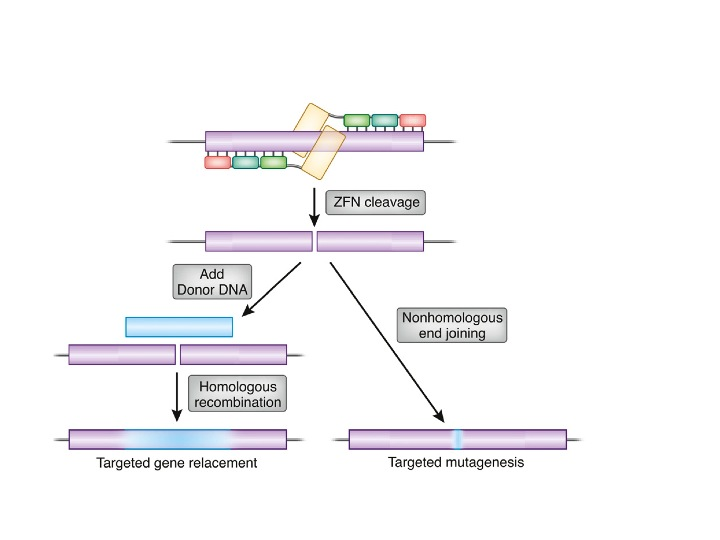
Egy pár cink-ujj-nukleáz, amelyek mindegyike három cink ujjával kötődik a cél DNS-hez, látható a kettős szálszakasz bevezetését a FokI doménbe, sárga színnel. Ezt követően a kettős szálszakadást úgy látható, hogy a homológ-irányított javítás vagy a nem homológ véges csatlakozás révén javított.

A cink-ujjas-nukleázok (ZFN-k) olyan mesterséges restrikciós enzimek, amelyeket úgy állítanak elő, hogy egy cink-ujjas DNS-kötő domént egy DNS-hasítási tartományba fúvatnak. A cink-ujjas doméneket úgy tervezhető meg, hogy specifikus DNS-szekvenciákat célozzanak meg, és ez lehetővé teszi, hogy a cink-ujjas nukleázok egyedi szekvenciákat céloznak a komplex genomban. Az endogén DNS-javító szerkesztők kihasználásával ezek a reagensek felhasználhatók a magasabb élőszervezetek genomjainak pontos megváltoztatására. A Cas9 és a TALEN fehérjék mellett a ZFN is kiemelkedő eszköz a genomszerkesztés területén.
A cink-ujjas nukleáz helyspecifikus endonukleáz, amely úgy van kialakítva, hogy meghatározott pozíciókban megkösse és megragadja a DNS-t. Két fehérje domén van. Az első domén a DNS-kötő domén, amely eukarióta transzkripciós faktorokat tartalmaz, és tartalmazza a cink ujját. A második domén a nukleáz domén, amely a FokI restrikciós enzimből áll, és felelős a DNS katalitikus hasításáért.

##### a DNS-kötő domén
Az egyes ZFN-ek DNS-kötő doménjei tipikusan három és hat egyedi cink-ujj ismétlődést tartalmaznak, és mindegyik 9 és 18 bázispár között képes felismerni. Ha a cink ujj doménjei tökéletesen specifikusak a célzott célterületen, akkor még egy pár 3 ujjú ZFN-ek is, amelyek összesen 18 bázispárt felismernek, elméletileg egyetlen lókuszt célozhatnak az emlősgenomban. A legegyszerűbb módszer az új cink-ujjas-tömbök előállítására az ismert specifitású kisebb cink-ujjas "modulok" kombinálása. A legelterjedtebb moduláris összeillesztési eljárás három különböző cink-ujjas kombinációját jelenti, amelyek mindegyike felismer egy 3 alap bázispár DNS-szekvenciát, hogy létrehozzon egy 3 ujjú tömböt, amely képes felismerni egy 9 bázispárú célterületet.

##### a DNS-hasító domain
A nem specifikus hasítási domén a II. típusú restrikciós endonukleáz FokI-ből származik jellemzően úgy használják restrikciós doménként, mint a ZFN-ben. Ennek a hasító doménnek dimerizálnia kell a DNS hasításához, és így egy pár ZFN szükséges a nem palindromos DNS-helyek célbajuttatásához. A standard ZFN-ek biztosítják a hasítási domént az egyes cink ujj domén C-terminálisához. Annak érdekében, hogy a két hasítási domén a dimerizációt és a DNS hasítását lehetővé tegye, a két egyedi ZFN-nek a C-terminálisok egymástól eltérő távolságra kell egymáshoz kötődnie.

##### génterápiás alkalmazás
A cink ujjas-nukleázok sok növény és állat genom manipulálására alkalmasak. A ZFN-eket genetikai betegségek új generációjának létrehozására is használják, az úgynevezett izogén humán betegség modellekre. A cink ujjas-nukleázokat a CD4+ humán T-sejtek klinikai vizsgálataiban is alkalmazzák, mivel a cink ujj-nukleázokkal megszakított CCR5 gén potenciális HIV / AIDS-kezelésre alkalmas. Az egyénileg tervezett ZFN-ek, amelyek kombinálják a FokI endonukleáz nem specifikus hasítási tartományát (N) a cink-ujjfehérjékkel (ZFP-k), általános módon biztosítják a helyspecifikus DSB-t a genomba, és a helyi homológ rekombinációt több nagyságrenddel. Ezt a célzott génkorrekciót vagy a genomot egy életképes opciót szerkesztheti az emberi sejtekben. Mivel ZFN-kódoló plazmidokat lehet alkalmazni a ZFN-ek átmeneti expresszálására, hogy egy DSB-t célozzanak meg egy adott gén lokuszhoz az emberi sejtekben, ezek kiváló módot kínálnak a terápiás gének célzott célba juttatására egy előre kiválasztott kromoszómális helyre. A ZFN-kódoló plazmid-alapú eljárásnak megvan a lehetősége a terápiás gének vírusos beadásával kapcsolatos összes probléma kikerülésére. A ZFN-k első terápiás alkalmazása valószínűleg magában foglalja az ex vivo terápiát a beteg saját őssejtjeinek alkalmazásával. Az őssejt genomjának szerkesztése után a sejteket tenyésztéssel lehet bővíteni, és visszahelyezni a páciensbe, hogy differenciált sejteket állítsanak elő, korrigált funkcióval. A kezdeti célok valószínűleg magukba foglalják a monogénes betegségek okait, így például az IL2Rγ gén és a b-globin gén korrekcióját és a CCR5 gén mutagenezisét és diszfunkcióját.

##### lehetséges mellékhatások
Ha a cink-ujjas doménje nem elég specifikus a célhelyükön, vagy nem célozza meg a kiválasztott genomon belül az egyedüli célhelyet, előfordulhat, hogy nem célzott hasítás jelentkezik. Az ilyen nem célzott hasítás ahhoz vezethet, hogy számos kétszálas törések keletkeznek a javító szerkesztő túlterheléséhez, és ennek következtében kromoszómális átrendeződést és / vagy sejtpusztulást eredményez. A nem célzott hasítási események elősegíthetik a donor DNS véletlenszerű integrálódását is. Mint az emberi testbe bevitt idegen fehérje, fennáll annak a kockázata, hogy immunológiai választ reagál a terápiás szerrel szemben és a sejtekben, amelyekben aktív. Mivel a fehérjét csak átmeneti jelleggel kell kifejezni, azonban rövid idő alatt a válasz kialakul.

#### Transzkripciós aktivátor-szerű effektor-alapú nukleázok (TALEN)

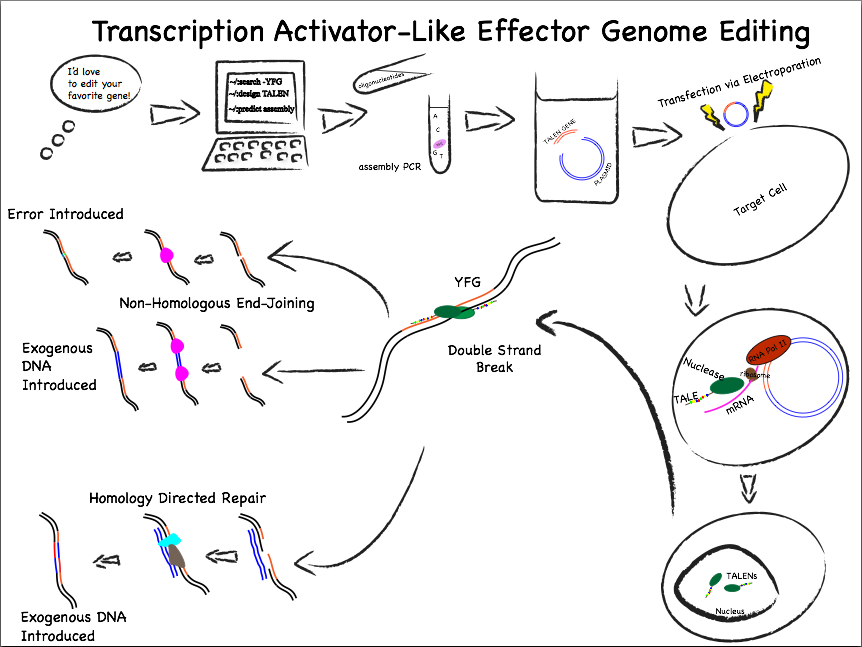
A TALEN genom szerkesztésének munkafolyamata

A transzlációs aktivátor-szerű effektor nukleáz (TALEN®) technológia olyan mesterséges restrikciós enzimeket használ fel, amelyeket TAL-effektor DNS-kötő domén egy DNS hasítási tartományba való beolvasztásával állítanak elő.
A restrikciós enzimek olyan enzimek, amelyek egy adott szekvenciában DNS-szálakat vágnak. A transzkripciós aktivátor-szerű effektorok (TALE-k) gyorsan kialakíthatók úgy, hogy gyakorlatilag bármilyen kívánt DNS-szekvenciát kössenek. Ha egy ilyen mérnöki TALE-t egy DNS-hasítódoménnel kombinálunk (amely DNS-szálakat redukál), akkor olyan restrikciós enzimeket fejleszthetünk, amelyek specifikusan vágják le a kívánt DNS-szekvenciát. Amikor ezeket a restrikciós enzimeket beviszik a sejtekbe, ezeket génszerkesztésre vagy genomszerkesztésre in situ alkalmazhatjuk, amely genetikai szerkesztéssel ismert, technikailag módosított nukleázokkal. A cink ujj-nukleázok és a Cas9 fehérjék mellett a TALEN a genomszerkesztés területén is kiemelkedő eszközzé vált.

##### a TAL effektor DNS kötő domén
A TAL effektorok olyan fehérjék, amelyeket a Xanthomonas baktériumok szekretálnak. A DNS-kötő domén tartalmaz egy ismételt, nagymértékben konzervált 33-34 aminosavszekvenciát, amely eltér a 12. és 13. aminosavtól. Ez a két pozíció, az úgynevezett Repeat Variable Diresidue (RVD), nagyon változó, és erős összefüggést mutat a specifikus nukleotid felismeréssel. Az aminosav-szekvencia és a DNS-felismerés közötti kapcsolat lehetővé tette a specifikus DNS-kötő domének tervezését a megfelelő RVD-eket tartalmazó ismétlődő szegmensek kombinációjának kiválasztásával.

##### a DNS hasítási domén
A FokI endonukleáz végétől a nem specifikus DNS hasítási domén felhasználható hibrid nukleázok előállítására, amelyek sok különböző sejttípusban aktívak. A FokI domén dimerként működik, és két olyan konstrukciót igényel, amelyek egyedülálló DNS-kötő doménjei a célgenomban lévő helyekhez megfelelő tájolással és térközökkel rendelkeznek. Mind a TALE DNS kötő domén és a FokI hasítási domén közötti aminosavmaradékok száma, mind a két egyedi TALEN kötőhely közötti bázisok száma fontos paraméterek a magas aktivitás eléréséhez.

##### a TALEN hatásmechanizmus
Az egyszerű aminosav-szekvencia és a TALE-kötő domén DNS-felismerése közötti egyszerű kapcsolat lehetővé teszi a fehérjék hatékony tervezését. Miután a TALEN konstrukciót összeszereltük, azokat plazmidokba helyezzük; a célsejteket ezután a plazmidokkal transzfektálják, és a géntermékeket expresszálják, és belépnek a magba a genom eléréséhez. Más megoldásként a TALEN konstrukciókat a sejtekbe mRNS-ként továbbíthatjuk, ami eltávolítja a TALEN-expresszáló fehérje genomiális integrációjának lehetőségét. Egy mRNS vektor felhasználása szintén drasztikusan növelheti a homológia irányított javítás (HDR) szintjét és a génformálás során az introgresszió sikerességét.
A TALEN technológiát a genomok szerkesztésére használhatjuk dupla szálú törések (DSB) indukálásával, amelyek a sejtek javító mechanizmusokkal reagálnak. A nem homológ véges csatlakozás (NHEJ) újból összekapcsolja a DNS-t a kétszálas szünet egyik oldaláról, ahol nagyon kevés vagy semmilyen szekvencia átfedés nem történt a horgonyzáshoz. Ez a javítási mechanizmus a genomban injektálással vagy delécióval vagy kromoszómális átrendeződéssel indukál; minden ilyen hiba miatt az adott helyen kódolt géntermékek nem funkcionálisak. Mivel ez a tevékenység a faj, a sejttípus, a célgén és az alkalmazott nukleáz függvényében változhat, az új rendszerek kialakításakor figyelni kell. Alternatív megoldásként a DNS-t NHEJ-en keresztül lehet bevinni egy genomba exogén kétszálú DNS-fragmensek jelenlétében. A homológiára irányított javítás idegen DNS-t is bevezethet a DSB-ben, mivel a transzfektált kettős szálú szekvenciákat templátként használják a javító enzimekhez.

##### a TALEN génterápiás alkalmazása
TALEN technológiát például stabilan módosított humán embrionális őssejtek és indukált pluripotens őssejt (IPSC) klónok és humán eritroid sejtvonalak hatékony tervezésére használják. A technológiát szintén kísérletileg alkalmazták a betegség alapjául szolgáló genetikai hibák kijavítására. Például in vitro használják az olyan rendellenességek, mint a sarlósejtes betegség, a xeroderma pigmentosum és az epidermolízis bullosa okozta genetikai hibák kijavítására. Azt is kimutatták, hogy a TALEN technológia használható eszközként az immunrendszer leküzdésére a rákos megbetegedések leküzdésére. Elméletileg a megtervezett TALEN fúziók genomi-szintű specifitása lehetővé teszi a hibák korrekcióját az egyes genetikai lókuszokban a homológ-irányított javítás révén egy helyes exogén sablonból. A valóságban azonban a TALEN® technológia in situ alkalmazását jelenleg korlátozza a hatékony szállítási mechanizmus, az ismeretlen immunogén tényezők hiánya és a TALEN-kötés specifikusságának bizonytalansága. A TALEN® technológia egy másik felmerülő alkalmazása az a képesség, hogy más genomikai mérnöki eszközökkel, például meganukleázokkal kombinálható. Egy TAL-effektor DNS-kötő régióját kombinálhatjuk egy meganukleáz hasítási doménjével hibrid architektúra létrehozásával, amely összekapcsolja a TAL-effektor konstrukciójának egyszerűségét és a specifikus specifikus DNS-kötő aktivitást, a meganukleáz alacsony helyfrekvenciáját és specifitását.
2015-ben a Great Ormond Street Kórház orvosai bejelentették a TALEN-alapú genomszerkesztés első klinikai használatát. Egy 11 hónapos, CD19 + akut limfoblasztikus leukémiában szenvedő csecsemőt olyan módosított donor T-sejtekkel kezeltek, amelyeket úgy tervezték, hogy támadják a leukémia sejteket, hogy ellenálljanak az Alemtuzumabnak, és megakadályozzák a befogadást követően a gazdaszervezet immunrendszerének kimutatását. A terápia után néhány héttel javult a beteg állapota; bár az orvosok óvatosak, a beteg több hónapon át remisszióban van a kezelés után

#### CRISPR-Cas rendszer

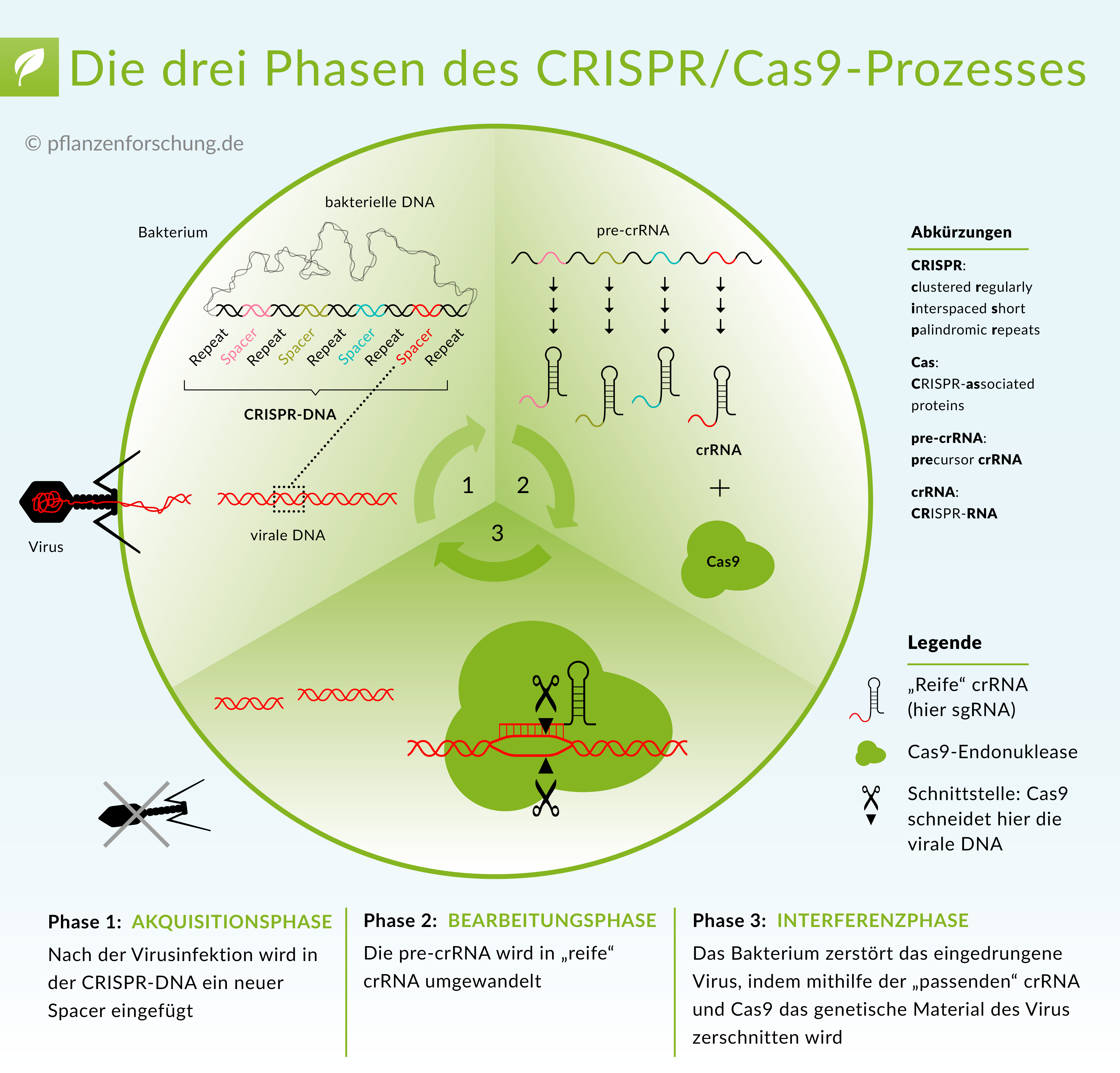
CRISPR-Cas9-folyamat 3 fázisának áttekintése

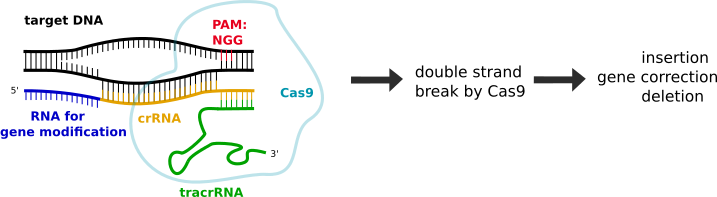
A CRISPR-Cas9 hatásmechanizmusa. A crRNS és a tracrRNA duplexe vezető RNS-ként működik, hogy egy specifikusan elhelyezkedő génmódosítást hajtson végre az RNS 5 'felszínén a crRNS-en. A Cas9 megköti a tracrsRNS-t, és szüksége van egy DNS-kötőszekvenciára (5'NGG3 '), amelyet Protospacer szomszédos motívumnak (PAM) neveznek. A kötés után a Cas9 egy DNS-kettős szálszakadást vezet be, ezt követi a homológ rekombináció (HDR) vagy a nem homológ végződés (NHEJ) által végzett génmódosítás

Rendszeresen egymás melletti, rövid palindromos ismétlődések (rövidítve: CRISPR, kifejezetten élesebbek) a prokarióta DNS szegmensei, amelyek rövid bázisszekvenciákat reprezentálnak. A CRISPR-et olyan eszközként használják, amely lehetővé teszi a tudósok számára, hogy soha nem látott pontossággal, hatékonysággal és rugalmassággal szerkesztsék a genomokat. A CRISPR sokkal jobb, mint a régebbi technikák a gén szétválasztásához és szerkesztéséhez.
A CRISPR / Cas rendszer egy prokarióta immunrendszer, amely külföldi genetikai elemekkel, pl. Plazmidokkal és fágokkal szemben rezisztenciát biztosít, és a megszerzett immunitás egy formáját biztosítja. A CRISPR távtartók az exogén genetikai elemeket felismerik és vágják az eukarióta organizmusok RNS-interferenciájával analóg módon. Úgy találták, hogy a gének egy csoportja társult a CRISPR ismétléssel, és a Cas, vagy a CRISPR-hez társult gének. A Cas gének kódolnak feltételezett nukleáz- vagy helikázproteint, amelyek olyan enzimek, amelyek képesek a DNS elvágására vagy lazítására. A Cas-gének mindig a CRISPR szekvenciák közelében találhatók. Számos Cas enzim található, de a legismertebb a Cas9, amely Streptococcus pyogenes-ből származik.
A CRISPR interferencia technikája óriási potenciális alkalmazást jelent, beleértve az emberek, az állatok és más organizmusok csíravonalának megváltoztatását, valamint az élelmiszernövények génjének módosítását. Ha a Cas9 fehérjét és a megfelelő RNS-eket sejtbe bocsátjuk, a szervezet genomja bármely kívánt helyen kivágható. A CRISPR-eket specifikus endonukleáz enzimekkel együtt használják a genomszerkesztéshez és a faj szabályozásához a fa életének egészében. Ettől a születő biotechnológiától és az emberi csíravonal szerkesztési lehetőségeitől etikai aggályok merültek fel.

##### A CRISPR / Cas9 hatásmechanizmusa
A CRISPR / Cas9 genom szerkesztése egy II. Típusú CRISPR rendszerrel történik. A Cas9 enzim (nukleáz), amely csökkenti a DNS-t, és a CRISPR olyan DNS-szekvenciák gyűjteménye, amely pontosan elmagyarázza a Cas9-nek, hogy hova kell vágni. Útmutató RNS szükséges ahhoz, hogy a Cas9-et a megfelelő szekvencia táplálhassa, ahol a DNS-szekvencia bitjeit a genomba vágja és beillesztheti bárhová is. A genomszerkesztés során ezt a rendszert a Cas9, a CRISPR RNS (crRNA), a transzaktiváló crRNS (tracrRNS) és a DNS javító sablon egy opcionális szakasza tartalmazza, amelyet nem homológ véges csatlakozás (NHEJ) vagy Homology Directed Repair (HDR). A crRNA tartalmazza a Cas9 által használt RNS-t, amely a gazdasejt helyes szakaszához vezet, és olyan régióval együtt, amely a tracrRNS-hez kötődik (általában egy hajtű hurok formájában), amely aktív komplexet képez a Cas9-gyel. A tracRRNA kötődik a crRNS-hez, és aktív komplexet képez a Cas9-gyel.
A CRISPR / Cas9 gyakran plazmidot alkalmaz a célsejtek transzfektálására. A crRNS-t minden alkalmazáshoz meg kell tervezni, mivel ez a szekvencia, amelyet a Cas9 azonosít, és közvetlenül kötődik a sejt DNS-hez. Az crRNS csak akkor köteles kötődni, ha kívánatos a szerkesztés. A javítási sablont minden egyes alkalmazáshoz úgy kell megtervezni, hogy átfedjen a vágás mindkét oldalán lévő szekvenciákkal és a beillesztési szekvencia kódjával. A több CRRNS és a tracrRNS össze lehet csomagolni, hogy egyetlen irányító RNS-t (sgRNS) jöjjön létre. Ez a sgRNS kapcsolható a Cas9 génjével, és plazmidba juttatható annak érdekében, hogy sejteket transzfektáljon. A Cas9 fehérje a crRNS segítségével megtalálja a helyes szekvenciát a gazdasejt DNS-ben, és egy vagy kettős száltörést okoz a DNS-ben. Megfelelően elhelyezett egyszálú szünetek a gazdaszervezet DNS-ben homológ irányított javítást indíthatnak el, amely kevésbé hibás, mint a nem homológ végződés, amely tipikusan kettős szálszakadást követ. A DNS-javítási sablon egy részének megadása lehetővé teszi egy specifikus DNS-szekvencia beiktatását a genom pontos helyén. A javítási sablonnak 40-90 bázispárral kell bővülnie a Cas9 indukálta DNS-szüneten túl. A cél az, hogy a sejt HDR folyamata kihasználja a biztosított javító sablont, és ezáltal beépíti az új szekvenciát a genomba. A beépítés után ez az új szekvencia most része a sejt genetikai anyagának, és átjut a lány sejtjeibe.

##### Alkalmazások
Mint az RNSi, a CRISPR interferencia (CRISPRi) a géneket reverzibilis módon kikapcsolja, de nem vágja le a helyet. A célzott helyet metilezzük, így a gént epigenetikusan módosítottuk. Ez a módosítás gátolja a transzkripciót. A Cas9 egy hatékony módszer a specifikus gének célzására és csendesítésére a DNS szintjén. A Cas9-et arra használták, hogy szintetikus transzkripciós faktorokat (géneket bekapcsoló fehérje-fragmenseket) szállítson, amelyek specifikus humán géneket aktiváltak. A CRISPR leegyszerűsíti az állatok létrehozását a betegség utáni kutatásra, vagy megmutatja, mi történik, amikor egy gént leüt vagy mutál. A CRISPR a csíravonal szintjén használható olyan állatok létrehozására, ahol a gént mindenhol megváltoztatják. A CRISPR felhasználható humán sejtmodellek kialakítására is. Például CRISPR-t alkalmaztunk humán pluripotens őssejtekre célzott mutációk bevezetésére a két különböző vesebetegségben, policisztás vesebetegségben és fokális szegmentális glomeruloszklerózisban releváns génekben

### DNS kettős szálú (DSB) javító mechanizmusok
A fenti fogalmak megértéséhez meg kell érteni a DNS kettős szálú (DSB) javító mechanizmusok fogalmát. Az ismert DSB-javítási útvonalak közül kettő, amelyek lényegében működőképesek minden szervezetben, a nem-homológ véges csatlakozás (NHEJ) és a homológiával irányított javítás (HDR). Az NHEJ különböző enzimeket használ a DNS végekhez való közvetlen csatlakozáshoz kettős szálú szünetben. Ezzel szemben a HDR-ben homológ szekvenciát alkalmaznak templátként a hiányzó DNS-szekvencia regenerálására a szomszédos ponton. Ezen útvonalak természetes tulajdonságai képezik a nukleáz alapú genom szerkesztés alapját.
Az NHEJ hiba hajlamos, és bizonyítottan mutációt okoz a javítóhelyen. Így ha egy DSB-t képes létrehozni egy kívánt génben több mintában, nagyon valószínű, hogy az NHEJ hűtlenség által okozott hibák miatt egyes kezeléseken mutációkat generálnak ezen a helyen. Ezzel szemben a HDR-nek a DSB-k javítására szolgáló homológ szekvenciára való függése kihasználható oly módon, hogy egy kívánt szekvenciát beillesztünk egy olyan DSB szomszédos szekvenciákhoz homológ szekvenciába, amely, ha HDR-rendszerként templátként használjuk, a kívánt változás megteremtéséhez vezetne a genomiális régióban.
A különféle mechanizmusok ellenére a HDR alapú génszerkesztés koncepciója hasonló a homológ rekombináció alapú gén célzására. Azonban a rekombináció sebessége legalább három nagyságrenddel megnő, amikor a DSB-ket létrehozzák és a HDR működik, ezáltal a HDR-alapú rekombináció sokkal hatékonyabbá válik, és megszünteti a szigorú pozitív és negatív szelekciós lépések szükségességét. Tehát ezen elveken alapulva, ha képesek DSB-t létrehozni egy adott helyen a genomban, akkor a sejt saját javítási rendszerei segítenek a kívánt mutációk létrehozásában.

### Helyspecifikus kettős szálú szünetek
A DNS-ben a DSB létrehozása könnyű restrikciós enzimekkel. Ha azonban a genomiális DNS-t egy bizonyos restrikciós endonukleázzal kezelik, sok DSB-t hoznak létre. Ez annak a következménye, hogy a legtöbb restrikciós enzim a bázispárokat felismeri a DNS-ben, és nagyon valószínű, hogy a bázispár kombináció számos helyen megtalálható a genomban. Ennek a kihívásnak a leküzdéséhez és helyspecifikus DSB létrehozásához három különböző nukleázcsoportot fedeztek fel és fejlesztettek ki eddig. Ezek a cink ujj-nukleázok (ZFN-k), transzkripció-aktivátorok, mint effektor-nukleázok (TALEN) és meganukleázok.
A ZFN-ek és a TALEN-technológia mögött álló koncepció nemspecifikus DNS-vágó enzimre épül, amely a peptideket felismerő specifikus DNS-szekvenciához kapcsolódik, mint például a cink-ujjak és a transzkripciós aktivátor-szerű effektorok (TALE-ok). Ennek kulcsa az volt, hogy megtaláljuk az endonukleázist, amelynek DNS-felismerési helye és hasítási helye egymástól elkülönült, olyan helyzet, amely a restrikciós enzimek között nem gyakori. Amint ez az enzim megtalálható, a hasító része elválasztható, ami nagyon nem specifikus lenne, mivel nem lenne felismerési képessége. Ez a rész ezután összekapcsolható olyan peptidek felismerésével, amelyek nagyon nagy specifitást eredményeznek

### Génterápiás alkalmazások
A gén célzása a ZFN-eken vagy a TALEN-alapú megközelítéseken keresztül is alkalmazható a hibás gének módosítására az endogén kromoszómális helyükön. A példák közé tartozik az X-kapcsolt súlyos kombinált immunhiányos (X-SCID) kezelés ex vivo génkorrekcióval az interleukin-2 receptor közös gamma-láncot (IL-2Rγ) hordozó DNS-sel és a Xeroderma pigmentosum-mutációk in vitro TALEN-vel való korrigálásával. A retrovirális vektor genomba történő inszerciós mutagenezise néhány betegben indukálta a leukémia kialakulását, ez a probléma várhatóan elkerülhető ezekkel a technológiákkal. Azonban a ZFN-k szintén nem célzott mutációt okozhatnak, eltérően a vírusos transzdukcióktól. Jelenleg számos intézkedés készül a céltárgy észlelésének javítása és a kezelés előtti biztonság biztosítása érdekében.
A Sangamo BioSciences (SGMO) a Cinc Finger Nuclease (ZFN) alkalmazásával mutatta be a Delta 32 mutációt (a CCR5 gén szuppresszorát, amely a T-sejtek HIV-1-be való belépésének társreceptora). A SGMO kutatói mutatták ki a CCR5-t a CD4+ T-sejtekben, majd HIV-rezisztens T-sejtpopulációt termeltek. Az izgalmas kutatások egyik módja az egyedi immunsejtek generálása érdekes módosításokkal.
Hasonlóképpen, a Cellectis tudósai TALEN® technológiát alkalmazó kiméra antigénreceptorokat expresszáló egyedi T-sejteket termeltetnek. Ezeket a T-sejteket úgy lehet kialakítani, hogy rezisztensek legyenek a rákellenes szerekkel szemben, és hogy érdekes célzatokkal szemben immunválaszt váltsanak ki

## Egészségügyi biztonságosság szabályozásának szempontjai, kockázati tényezők
A génterápia fogalma egyértelműnek tűnik, de ez nyilvánvalóan túlzott egyszerűsítés, és számos olyan probléma és kockázat létezik, amely megakadályozza a génterápiát virális vektorok alkalmazását. A vírusok általában egynél több típusú sejtet fertőznek meg. Így, amikor virális vektorokat alkalmazzák, hogy géneket készítsen a testben, lehet, hogy megfertőzi az egészséges sejteket is, valamint a rákos sejtek.
Egy másik veszély az, hogy az új gén a rossz helyen helyezhető el a DNS-ben, ami káros mutációt okozhat a DNS-ben vagy akár a rákos sejtban. Ez történt az X-hez kötődő, súlyos kombinált immunhiányos (X-SCID) betegek klinikai vizsgálataiban, amelyekben a hematopöetikus őssejteket retrovírussal korrekciós transzgénnel transzdukálták, és ez 20 beteg közül 4-ben a T-sejt leukémia kialakulásához vezetett.
Ezenkívül, ha vírusokat használnak a DNS szerves állapotának a páciens testében lévő sejtekhez való eljuttatására, akkor esély van arra is, hogy ez a DNS véletlenül bejuthat a páciens reproduktív sejtjeibe. Ha ez megtörténik, akkor olyan változtatásokat eredményezhet, amelyek továbbadhatók, ha a betegnek a kezelést követően gyermeknek kell lennie.
Más szempontok közé tartozik az a lehetőség, hogy az átruházott gének túlzottan kifejeződhetnek, és így a hiányzó fehérjék annyira károsak lehetnek, hogy a virális vektor okozhat egy immunreakció; és hogy a vírus átvihető a páciensről más személyekre vagy a környezetbe.
Azonban ez a génbejuttatás alapvető módja jelenleg sok ígéretet mutat, és az orvosok és a tudósok keményen dolgoznak a lehetséges problémák megoldása érdekében. Ezek használata az állatkísérletek és egyéb óvintézkedések azonosítani és elkerülni ezeket a kockázatokat, mielőtt bármilyen klinikai vizsgálatok folynak emberben.

## A génterápia és fehérjeterápia összehasonlítása
A fehérjeterápia a szervezetben azon fehérjék koncentrációjának növelését jelenti, amelyek alacsony koncentrációja vagy hiánya betegségek kialakulását eredményezi. A génterápia alkalmazása sokszor problémás a megfelelő gén beillesztése során a gazdasejt genomjába. A vírusvektor toxikus, allergizáló, gyulladásos vagy esetleg tumor megjelenéséhez vezető folyamatokat indíthat be. Sok, nagy populációt érintő betegség (szív- és érrendszeri betegségek) komplex kórélettani mechanizmussal rendelkezik, nem egy génes betegség, ezért ebben az esetben a génterápia nem alkalmazható.
A fehérjeterápia során megfelelő mennyiségű fehérjét juttatnak a szervezetbe, célzottabb a hatás. Problémás lehet a fehérje célba juttatása, mert lebomlik (szájon keresztüli adagolás) vagy a szervezet kiüríti, mielőtt a hatását kifejthetné, ugyanakkor itt is mellékhatásokkal kell számolni, lehetséges, hogy a terápiás fehérje nem csak a feltételezett célhelyen hat, hanem máshol is, így nem kívánt mellékhatásokat eredményezhet.

## Költség haszon, haszon kockázat a génterápiában

### A génterápia kihívása
A génterápia számos egészségügyi rendszerbe bekerült. A termékfejlesztési rendszerek számos génterápiát ajánlanak, köztük a Spark Therapeutics voretigene neparvovec-et, amelyet a véletlen elváltozásokban szenvedő betegek kezelésére fejlesztettek ki a megerősített biallél RPE65 mutációhoz társuló retinális dystrophia kezelésére. Ezek a terápiák egy rövid, "egyszeri" kezelési eljárást ígérnek, amely potenciálisan, élethosszig tartó gyógyuláshoz vezet, de valószínűleg jelentős megfizethetőségi kihívásokkal jár, szemben, ha a hagyományos módszerek használatáért fizetnénk. Ezt egyesek aggodalommal figyelik az egyes egészségügyi rendszerek innovációs modelljének fenntarthatósága miatt. Milyen kihívásokkal járnak ezek a terápiák, és hogyan kell a finanszírozókkal és a gyártókkal foglalkozni? Milyen kihívásokkal kell szembenézni és valószínűleg szembesülni a génterápiák bevezetése kapcsán a szakpolitikusoknak.

### Konfliktus a gyártó és finanszírozó között
A Luxturna nevű génterápiás gyógyszert az Élelmiszer- és Gyógyszerügyi Hivatal (FDA) hagyta jóvá 2017 decemberében drámai meghallgatás után, amikor a tizenévesek azt mondták, hogy évek óta először látják a csillagokat az éjszakai égbolton, amelynek ára 850 000 dollárba kerül. Az állapot ritka, az Egyesült Államokban 1000-2000 embert érintenek. Minden évben körülbelül 10-20 csecsemő születik RPE65-mutált retinális betegséggel, a Spark becslései szerint. A Wall Street elemzői átlagosan előrejelzik a Luxturna értékesítését, 2022-re eléri a 364 millió dollárt.
Az emberi génmódosító gyógyszerek alkalmazása esetén lehetősége van arra, hogy egyetlen kezeléssel meggyógyítható a betegség. Kevés egyet nem értés van abban, hogy ez jó dolog. De ha ezek a gyógyszerek egy millió dollárba kerülnek, vagy még többe, akkor kezdődnek a nézeteltérések. Amint ezek a gyógyszerek többsége eléri a piacot, a konfliktusok valószínűleg nőni fognak azok között, akik gyártják őket és azok között, akiknek ki kell fizetniük ezt a kezelési költséget. Jelenleg a piacon beszerezhető génterápiás gyógyszerek szélsőséges árai miatt kialakult szélsőséges ellenállás csak a betegeket károsítja.

#### A magas ár oka
A sejt- és génterápiák magas árai elsősorban az egyes betegek biztonságos és életképes termékeinek előállításához szükséges folyamat bonyolultságából fakadnak. A CAR (kiméra antigén receptor) T-sejtes terápiák példájánál a betegek saját T-sejtjeit a véréből izolálják és genetikailag újraprogramozzák, hogy felismerje és megölje a tumorsejteket, mielőtt újra befagyasztják a beteg véráramába. A betegek sejtjeinek szabályos környezetben való megbízható és biztonságos módosítása és a megfelelő sejtek kezelése a betegek számára a személyazonosság és felügyelet láncolata nélkül, kényes és költséges folyamat.
Továbbá, mivel a jelenleg fejlesztés alatt álló legtöbb sejt- és génterápia ritka betegségeket céloz meg, a magasabb árat lehet indokolni a gyártókhoz való visszatérés biztosítása érdekében, ami az innováció előmozdításához és a hatékonyabb gyógyszerek kifejlesztéséhez szükséges feltétel.

#### Milyen magas ár a túl magas
A személyre szabott sejt- és génterápiás kezeléseknek transzformatív jellegű kombinációja technikai összetettsége miatt magas árat generálhat, de a gyártóknak biztosítaniuk kell a visszatérítést és biztosítaniuk kell a hozzáférést azoknak a betegeknek, akik kétségbeesett helyzetükben kezelésre szorulnak. A Glybera kereskedelmi kudarca a piacra jutással kapcsolatos túlzott árképzés kockázatát szemlélteti.
Az ultra ritka betegségben szenvedő betegeknél több mint egymillió dollárt célozva, a legtöbb uniós fizető fél kizárta a génterápiát a lefedettségből, rámutatva, hogy a betegek számára korlátozott klinikai előnyökkel jár. A Glybera-át egyáltalán nem alkalmazták (csak egy beteg kapta meg a kezelést kereskedelmi forgalomban öt év alatt), és az UniQure nemrégiben úgy döntött, hogy nem újítja meg forgalomba hozatali engedélyét az EU-ban.
A sejt- és génterápiák területén kívül nézzük a Sovaldi esetét is: míg a hepatitis C kezelésére kifejlesztett gyógyszer a betegek több mint 90%-át gyógyítja, a 84.000 dolláros árat nyilvános felháborodást váltott ki, mivel az alacsony jövedelmű betegeknek megtagadták az életmentő gyógyszerhez való hozzáférést. Annak ellenére, hogy 2014-ben több mint 1 milliárd dollárt költenek a gyógyszerre, a Medicaid programok csak a betegséggel fertőzött Medicaid betegek 2,4%-át tudták kezelni. Mivel a betegek, az orvosok és a biztosítók között feszültségek merültek fel, a Gilead áremelkedése a gyógyszer-árazást politikai kérdésévé változtatta, és amíg lehetőségeket vitatják, még nem találtak megoldást.

### A kereskedelmi életképesség biztosítása
A kereskedelmi életképesség biztosítása, markáns értékoptimalizálást és piaci hozzáférési stratégiákat feltételez. Meg kell kezdeni a klinikai fejlesztést megelőzően a készítmények piaci stratégiáit és párhuzamosan folytatni kell a termék piacra kerülése után is.
| A korai fejlesztés kialakítása | Korai tervezés a megtérítési stratégia kidolgozásához | Érték történetfejlesztés                                                                                     | Globális Optimalizálás                                                                                 |
| --- | --- | --- | --- |
| Korai HE elemzés: - A klinikai és HE értékteremtő tényezők azonosítása - Helyteremtés az innováció számára - Indikáció és terápiás pozíció rangsorolása | A kulcsfontosságú piaci hozzáféréssel rendelkező érdekelt felekkel való együttműködés: - kulcsfontosságú értékteremtő tényezők - valószínűsíthető piaci pozíció meghatározás, árképzés és megtérülés - adatszolgáltatások támogatása | Értéktörténet fejlesztése - hitelességi- és hatástanulmány                                                   | Árfolyosó meghatározása - Piaci árbevételt maximalizáló ár - Nemzetközi árkiigazítás ♦Indítási sorrend |
| Inkrementális előnyök és a gyártási költség küszöbértékek meghatározása                                                                                 | | Ellenőrizze a bizonyítékok közötti különbséget az RCT adatok és az értéktervezés között - Modellezett adatok | Vészhelyzeti tervezés és kockázatmegosztási rendszerek                                                 |
| TPP meghatározása; tervezzen bizonyítékokat a követelések alátámasztására                                                                               | | HE modellek véglegesítése                                                                                    | Terv létrehozása a post-marketing stratégiára                                                          |
| Megy: nem megy kritériumok a "Stage-Gate" eljáráshoz[32]                                                                                                | | Értékdosszié fejlesztése                                                                                     | |

## Az emberi génterápia etikai kérdései
Az emberi civilizáció robbanásszerűen szaporodó ismeretanyaga napjainkban különösen kedvez az orvosi biológia és az egyéb természettudományos technológiák összekapcsolódásának. A biotechnológia, az információtechnológia és más új technológiák (nanotechnológia) szinergizmusa az orvosi biológiai kutatási módszertan és eszköztár robbanásszerű fejlődését indította el, és tartja fenn.
A genetika területén szerzett ismeretek lehetővé tették az emberi szervezet legmeghatározóbb struktúrájának, az emberi genomnak az átalakítását. A géntechnológiai eljárások az orvostudomány és a társadalomtudományok vitáinak célkeresztjébe kerültek. Kiváltképp az emberi genetikai állomány többé-kevésbé megfordíthatatlan és az utódokra átörökíthető módon megváltoztató eljárásokra igaz ez.
A génterápia a többi géntechnológián alapuló tudományághoz hasonlóan a támadások kereszttüzébe került. A génterápiás kísérletek első kudarcai miatt az eljárással szemben erős a gyanakvás és ellenállás alakult ki. Az utóbbi években bizonyos génterápiás eljárások engedélyt kaptak egyes országok engedélyező hatóságaitól. A csíravonal génterápiával kapcsolatban is éles viták alakultak ki, de ez az eljárás alkalmazása szóba sem került és tiltott is.

### A genetikai beavatkozások tipológiája
Elfogadott általában a genetikai beavatkozásokat a megcélzott sejttípus szerint megkülönböztetni. 

#### Megváltoztathatják a testi sejtek genomját
Erre például egy adott szövet (nyirok) vagy egy daganat sejtjeit a szervezeten belül vagy a szervezeten kívül, mely esetben az in vitro, laboratóriumi körülmények között elvégzett genetikailag módosított sejteket beültetik az emberi szervezetbe. Ilyenre példa a limfociták genetikai állományának módosítása, illetőleg a hasnyálmirigy szigetsejtjeinek a géntranszfere.

#### Genetikai beavatkozást végezhetünk csírasejteken
Genetikai beavatkozást végezhetünk a csírasejteken, azaz a petesejten, az ondósejten vagy a megtermékenyített petesejten, illetve a megtermékenyített petesejtből kifejlődő embrión, ezen esetekben a genetikai beavatkozás – a testi sejteken végzettekkel ellentétben – örökletes változásokat okozhat. Az első esetben szomatikus géntranszferről vagy szomatikus génterápiáról (somatic cell gene therapy), míg az utóbbi esetben csírasejtes (germ-line) géntranszferről, illetve csírasejtes génterápiáról beszélünk.

#### Gyógyítás vagy képességfokozás
Az élő szervezet szintjére lépve a genetikai beavatkozásokat céljuk alapján tovább osztályozhatók. Ha a beavatkozás célja egy orvosi szempontból elfogadhatatlan állapotot megszüntessen vagy megelőzése, akkor ezt terápiának, génterápiának nevezzük. Ha az a beavatkozás célja, hogy az emberi testnek egy képességét vagy tulajdonságát fokozza, akkor ezt az angol nyelvű szakirodalom genetikai képességfokozásnak (enhancement) nevezi. (Az „enhancement” fordítása nehézkes, a képességfokozás nem tökéletes, mert például a szem színének genetikai megváltoztatása nem nevezhető képességfokozásnak.) Ily módon klasszikus formában négy kategória létezik: szomatikus és csírasejtes génterápia, valamint szomatikus és csírasejtes képességfokozás.

### Csíravonal génterápia kontra szomatikus génterápia
Attól függően, hogy az egyed minden sejtjében vagy csak bizonyos sejtjeiben végezzük el a genetikai beavatkozást, beszélünk csíravonal- vagy szomatikus génterápiáról. Elvileg emberben is elvégezhető olyan génterápiás beavatkozás, mellyel betegségek átörökítését meg lehet akadályozni. A csíravonal genetikai manipulációja jelenleg megjósolhatatlan következményekkel járhat.

#### Érvek a csírasejtes géntranszfer mellett
A legtöbb etikai iránymutatás, illetve kódexek és különböző országok jogszabályai is tiltják a csírasejtes génmódosításokat. Számos érv létezik viszont annak alátámasztására, hogy ennek a fajta beavatkozásnak létjogosultsága van. Kutatási tervek ismertek, melyek megvalósítása során az emberi génállomány a csírasejtek szintjén megváltozna, megváltozik.

##### beavatkozás klinikai hatásossága és haszna
Legerősebb érv a csírasejtes génterápia mellett a beavatkozás klinikai hatásossága és haszna hatékonyabb, mint a szomatikus génterápia, hiszen hatásai nem korlátozódnak a kezelt egyénre, a genetikailag meghatározott betegséget, illetve állapotot gyakorlatilag „örökre” megszüntetheti úgy, hogy a kezelt beteg utódai is egészségesek lesznek, mentesek lesznek a genetikai defektustól.

##### bizonyos állapotok csak csírasejtes génterápiával kezelhetők
Az effektivitásra épülő érvet erősíti az is, hogy feltehetően számos olyan állapot esetében lehetőség nyílik a csírasejtes genetikai beavatkozás alkalmazására, amikor a szomatikus génterápia nem lehetséges. A csírasejtes géntranszfer-technikák mellett érvelők szerint ezekben az esetekben az orvostudománynak erkölcsi kötelessége biztosítani a lehető legjobb (vagy talán az egyetlen lehetséges) terápiás lehetőséget.

##### csírasejtes géntranszfer-technikáknak profilaktikus hatásuk is lehet
Amennyiben csírasejtes génterápiát alkalmazzuk, szomatikus génterápiára már nem lesz szükség.

##### szülők reproduktív szükségleteit és jogai
- ha egyszer ez a beavatkozás lehetővé válik, az szükségtelenné teszi a kóros gént hordozó embriók és magzatok abortálását, egyszerűen azért, mert a genetikai defektus gyógyítható, illetve eliminálható lesz. Ily módon mentesülnek a (kényszerű) abortusszal való szembesüléstől azok, akik morális szempontból ellenzik a genetikailag károsodott embriók abortuszát.[37]
- nem igazolható az az eljárás, amely tilt egy potenciálisan hatékony beavatkozást, hiszen bizonyos párok számára ez teremtheti meg az egyetlen lehetőséget arra, hogy egészséges utódjuk születhessen. A csírasejtes géntranszfer potenciális felhasználói ugyanis azok, akik heterozigóták egy adott betegségre, s ugyanakkor nem hajlandóak a genetikai károsodással születendő magzatukat abortálni.

##### megszületendő gyermekek szempontjai
- a gyermekeknek joguk van egészségesen, elkerülhető, illetve megszüntethető genetikai károsodástól mentesen megszületniük. Ezen cél eléréséhez pedig adott esetben szükségessé válhat a csírasejtes genetikai beavatkozások alkalmazása.

##### tudományos szabadság melletti érvelés
A kutatóknak joguk van megválasztani, mit kutatnak, illetve joguk van bármit kutatni, amit jónak látnak. A természettudomány és az orvostudomány általánosan elterjedt etikai normája alapján a tudásnak önértéke van, s az e tudást kutatókat rendkívüli körülményeket leszámítva nem szabad tevékenységükben megakadályozni.

#### A csírasejtes géntranszfer elleni érvek

##### a génterápia örökölhető változásokat okoz
A csírasejtes beavatkozások elleni leggyakoribb érv, illetve félelem az, hogy az örökölhető változások gyakorlatilag korlátlan számú generáción át érvényesülnek, s hiba esetén is irreverzíbilissé válhatnak.

##### emberiség genetikai állománya az összes ember közös tulajdona
Nem szabad néhány embernek szándékosan, mesterséges és önkényes módon megváltoztatnia az emberek genetikai állományát.

##### elégtelen tudományos ismeretek a génmanipulációk következményeiről
Nem elegendőek tudományos ismereteink jelenleg, s talán sosem lesznek elégségesek ahhoz, hogy megfelelő bizonyossággal előre lehessen jelezni a csírasejtes beavatkozások hatásait és következményeit.

##### a beavatkozások túlságosan bonyolultak és összetettek
A transzgenikus állatokat eredményező kísérletek során megnövekedett mutagenicitást tapasztaltak, arra engedhet következtetni, hogy ezek a beavatkozások túlságosan bonyolultak és összetettek, s az orvostudomány nem képes előre megjósolni hatásaikat.

##### megszületendő gyermek joga
Joga van úgy világra jönni úgy, hogy saját, mesterségesen meg nem változtatott genetikai állománnyal rendelkezzen születésekor. A gyermekek ezen jogát az Európa Tanács is megfogalmazta.

##### az evolúció természetes folyamataiba történő beavatkozás tiltása
Az emberiségnek tilos az evolúció természetes folyamataiba beavatkozni.

##### amit ma károsnak tartunk később hasznosnak bizonyul
Pl. a sarlósejtes anémiáért felelős gén, amely védelmet ad a malária ellen. Egy csírasejten végzett beavatkozás során eltávolítunk olyan gént, amelyet ma károsnak gondolunk, de amelyről esetleg utóbb kiderülhet, hogy hasznos.

##### a kutatóknak nem szabad istent játszani
A genetikai beavatkozások túllépnek egy észszerű határt, beleavatkoznak olyan kérdésekbe, melyek Isten hatáskörébe tartoznak. A kutatóknak, és általuk az emberiségnek nem szabad istent játszani.

##### nemkívánatos emberi képességek fokozására, eugenikai célokra ne használhassák fel
A csúszós lejtő érv szerint, ha egyszer egy bizonyos cselekedetsorozatot elkezdünk, akkor lehetetlen annak minden következményét kedvünk szerint befolyásolni, s így nemkívánatos hatások is érvényesülhetnek.

##### az igazságosság elve
A gazdagabb országok, leggazdagabb betegei részesülnek a csírasejtes beavatkozás jótékony hatásaiból, hiszen a beavatkozás rendkívül drága.

##### hátrányos megkülönböztetés
Azok a genetikai eredetű fogyatékossággal élő emberek, akik nem lesznek hajlandóak alávetni magukat a rendelkezésre álló csírasejtes génterápiának hátrányos megkülönböztetésben részesülnek.

##### a genetikai állomány érintetlenségének elve
A kutatók erkölcsi kötelezettsége az emberiség jelenlegi génállományának változatosságát és gazdagságát megőrizni.

##### szelekciós nyomás generálása
Genetikai módosításnak költség-haszon elemzésben nehezen jósolható, hosszú távú ökológiai, sőt evolúciós következményei, potenciális befolyást gyakorolva a természetes fajok evolúciójára.

##### klónozással kapcsolatos problémák
Dolly klónozása esetében kb. 300 próbálkozás kellett egy sikeres klón megszületéséhez (ami pénz, idő és etikai problémákat vetett fel). A technológiai nehézségek azt jelentik, hogy az SCNT technológia használata a mezőgazdaságban költséges és időigényes. E fenti problémák mellett a klónozott állatok általában rövidebb ideig élnek (Dolly 6 évet élt a juhoknál megszokott 12 évvel szemben), gyakrabban szenvednek betegségektől. Ezek a tények azt is jelentik, hogy nem “teljes értékű” állatok jönnek a világra. Nem csak kizárólag mezőgazdasági, haszonállatok klónozása történik. A gaur, egy bivalyfaj Ázsiában, a kihalás szélére került, klónozása segíthet megmentésükben az emberiség számára. 2004-ben házimacskát klónozták. Várhatóan házi kedvencek klónozása a közeljövőben egyre inkább elfogadottabb lesz.

##### transzgenezis
Transzgenezis segítségével előre megtervezett változásokat tudunk állatok genomjában létrehozni. Transzgenikus élőlényeket nemcsak kutatási célból állítanak elő, hanem gyakorlati céllal. Idegen gének átültetésével nagyobb hozamú, ellenállóbb növényeket, háziállatokat képesek létrehozni. Ezek a génsebészeti eljárások (beleértve a génterápiát is), vagyis a genetikailag manipulált organizmusok (GMO) környezetvédelmi, etikai, gazdasági, jogi problémákat vetnek fel. Ezekkel a problémákkal számos társadalmi alrendszernek is foglalkozni kell (törvényhozás, kormány, politikai szervezetek).

## Jogi szabályozás

### Génterápiás klinikai vizsgálatok jogi szabályozása
A géntranszferek szabályozási és etikai kérdései általában a kutatók másodlagos érdeklődése. A genetikailag módosított organizmusokkal végzett génterápiás klinikai vizsgálatok lefolytatása, mivel a vektorok egyedülálló biztonsági és fertőzésellenőrzési kérdéseket vetnek fel. A területet számos jogszabály és iránymutatás szabályozza, ezek közül néhány egyedülálló ezen a területen, valamint a klinikai munkák bármely területére vonatkozóan. A génterápiai jogszabályok célja az emberi lét, a nyilvánosság és a környezet védelme. 

#### EU klinikai génterápiás kísérletek jogszabályai
Az Európai Unióban gyógyszerekre vonatkozó szabályozások és rendeletek összegyűjtése az EudraLex , amely 10 kötetből áll. Az emberi felhasználásra szánt gyógyszerkészítményekre vonatkozó európai uniós jogszabályok teste az 1. kötetben található – az emberi felhasználásra szánt gyógyszerekre vonatkozó uniós gyógyszerészeti jogszabályok. Az alapvető jogszabályokat számos iránymutatás támogatja, amelyeket a következő, "Az Európai Unió gyógyszereire vonatkozó szabályok" című kiadványban is közzétesznek. 10. kötet – A klinikai vizsgálatokra vonatkozó iránymutatások tartalmazzák az emberi felhasználásra szánt gyógyszerekre vonatkozó klinikai vizsgálatokban (vizsgálati gyógyszerek) vonatkozó útmutatókat.
Klinikai vizsgálati irányelv
Ez a klinikai vizsgálatokra vonatkozó EudraLex iránymutató dokumentum a 2001. április 4-i 2001/20 / EK európai parlamenti és tanácsi irányelven alapul. Az EU klinikai kísérletekről szóló irányelv külön rendelkezéseket állapít meg a klinikai vizsgálatok lefolytatására vonatkozóan, központos vizsgálatok, különösen a jó klinikai gyakorlat végrehajtásával kapcsolatos gyógyszerekkel kapcsolatos embereken. Fő célja a klinikai vizsgálati alanyok védelme a minőségi, biztonsági és etikai kritériumok meghatározásával. Ebben az értékelésben a nemzeti szintű etikai bizottságok kulcsfontosságú szerepet töltenek be a különböző szempontok értékelésében és véleménynyilvánításban a tárgyalás megkezdése előtt. Bár a 2001/20 / EK irányelv a klinikai vizsgálatok engedélyezésére vonatkozó harmonizált eljárásokat eredményezte az EU tagállamaiban, a nemzeti szintű részletes eljárások még mindig kissé eltérnek egymástól. A "gyógyszerek" kifejezés tekintetében az emberi felhasználásra szánt gyógyszerek közösségi kódexéről szóló, 2001. november 6-i 2001/83 / EK európai parlamenti és tanácsi irányelvben meghatározott emberi felhasználásra szánt gyógyszerekre vonatkozik. Ez magában foglalja azokat a gyógyszereket, amelyeknél a termék farmakológiai, immunológiai vagy metabolikus hatása még bizonytalan és feltárásra kerül.
Fejlett terápiás gyógyszerkészítmények (ATMP) A
gyermekgyógyászati, árva, növényi gyógyszerek és fejlett terápiák gyógyszereit speciális szabályok szabályozzák. A fejlett terápiás gyógyszerek (gasztroterápia) új gyógyászati termékek (génterápia), sejtek (sejtterápia) és szövetek (szövetek). Ezek a fejlett terápiák forradalmi kezelése számos betegség vagy sérülés, mint a bőr az égési áldozatok, az Alzheimer-kór, a rák vagy az izomsorvadás. Hatalmas potenciállal rendelkeznek a betegek és az ipar számára. Az EU egészére kiterjedő szabályozási keret hiánya a múltban eltérő nemzeti megközelítésekhez vezetett, ami gátolta a betegek hozzáférését a termékekhez, megakadályozta a feltörekvő iparág növekedését, és végső soron az EU versenyképességét érintette egy kulcsfontosságú biotechnológiai területen. Az EU intézményei egyetértettek a fejlett terápiákról szóló rendelet (1394/2007 / EK rendelet ), amelynek célja a fejlett terápiás termékek Európán belüli szabad mozgásának biztosítása, az EU piacához való hozzáférés elősegítése és az európai vállalatok versenyképességének előmozdítása. a betegek legmagasabb szintű egészségvédelmének biztosítása mellett. A rendelet fő elemei a következők:
Központosított forgalomba hozatali engedélyezési eljárás, amely az európai szintű szakértelem összevonását és az EU piacára való közvetlen hozzáférést szolgálja.
Az Európai Gyógyszerügynökség (EMA) egy új és multidiszciplináris szakértői bizottsága ( a fejlett terápiákkal foglalkozó bizottság ) a fejlett terápiás termékek felmérésére és a tudományos fejlemények figyelemmel kísérésére (lásd alább)
Az e termékek sajátos jellemzőihez igazított műszaki követelmények.
Különleges ösztönzők a kis- és középvállalkozások számára.
További információkért lásd: Speciális terápiák – Jelentős fejlesztések
Genetikailag módosított szervezetek (GMO-k) A
klinikai génterápiában végzett vizsgálatok gyakran magukban foglalják a géntechnológiával módosított szervezeteket (GMO-k), például a rekombináns vírusvektorokat. A genetikailag módosított organizmusok (GMO-k) klinikai génterápiás kutatására vonatkozó jogszabályi keretet számos európai irányelv és szabályozás biztosítja. Néhány EU-tagállam úgy ítéli meg, hogy a 2001/18 / EK irányelv szerint szándékosan felszabadulnak a géntermékekkel kapcsolatos klinikai vizsgálatok , míg mások a 2009/41 / EK irányelv szerint zárt felhasználásúnak tartják . Bár a 2009/41 / EK irányelv megközelítése eltér a 2001/18 / EK irányelvektől, mindkét irányelv célja a környezet és az emberi egészség védelme, ezért a tevékenységet megelőző kockázatelemzést igényel.
A tartós felhasználás alatt olyan tevékenységet kell érteni, amely GMO-kkal foglalkozik, amelyekre specifikus elszigetelési intézkedéseket alkalmaznak a környezetükhöz való érintkezés korlátozására. A 2009/41 / EK irányelv középpontjában a GMO biológiai biztonságra vonatkozó besorolásának és a fizikai, kémiai és biológiai akadályok végrehajtásának értékelése tartozik. A kockázati besorolásnak következményei vannak az alkalmazás folyamatára és felülvizsgálati időszakára.
A szándékos felszabadulást úgy definiálják, mint bármely olyan tevékenység, amely GMO-kat nem tartalmaz. A 2001/18 / EK irányelv az emberi egészségre vagy a környezetre gyakorolt hatásokra vonatkozó esetenkénti környezeti kockázatértékelésen alapul. Az EKT-t az ezen irányelv II. Mellékletében meghatározott elvekkel összhangban kell végrehajtani. Röviden, az ERA-ban szereplő öt lépés: i) a potenciális káros hatások azonosítása, ii) a valószínűség becslése, iii) kockázatbecslés, iv) kockázatkezelés és v) a teljes környezeti hatás vizsgálata.

### EU

#### Az EU piaci felhatalmazási eljárása
A klinikai vizsgálatok elvégzése után a génterápiás termék kifejlesztésének utolsó szakasza a piaci alkalmazás. Az Európai Gyógyszerügynökség (EMA) (korábbi nevén EMEA) európai ügynökség a gyógyszerek értékelésére, beleértve a génterápiás gyógyszerkészítményeket is. Az emberi génterápiás termékek és egyéb gyógyszerek piaci engedélyezésére vonatkozó jogszabályi keret kezdetben az emberi és állategészségügyi felhasználásra szánt gyógyszerek engedélyezésére és felügyeletére vonatkozó közösségi eljárások meghatározásáról és az Európai Gyógyszerügynökség létrehozásáról szóló 726/2004 / EK rendeleten alapul . Ha a kérelem egy GMO-t tartalmazó terméket érint, akkor az EMA-nak közvetlenül benyújtott piaci engedélyezési dokumentációnak tartalmaznia kell a környezeti kockázatértékelést is a 2001/18 / EK irányelv II. Mellékletében meghatározott elvekkel összhangban . A 726/2004 / EK rendelet azt is leírja, hogy konzultálni kell a 2001/18 / EK illetékes hatóságokkal. Ezenkívül a rendelet azt jelzi, hogy a kérelemhez írásbeli beleegyezést kell adni a GMO-k környezetbe történő szándékos kibocsátásához a 2001/18 / EK irányelv B. részében előírt kutatási és fejlesztési célokra. Így egyértelmű kapcsolat áll fenn egy génterápiás termék piaci engedélyezése és a 2001/18 / EK irányelv alapján a klinikai vizsgálatokra vonatkozó környezeti kockázatértékelés között.
A 726/2004 / EK rendeletet és a 2001/83 / EK irányelvet a fejlett terápiás gyógyszerkészítményekről szóló, 2007. november 13-i 1394/2007 / EK európai parlamenti és tanácsi rendelet (1) módosította . Amint azt röviden említettük, az ATMP-k az emberi felhasználásra szánt alábbi gyógyszerek bármelyike:
a 2001/83 / EK irányelv I. mellékletének IV. részében meghatározott génterápiás gyógyszerkészítmény ;
a 2001/83 / EK irányelv I. mellékletének IV. részében meghatározott szomatikus sejtterápiás gyógyszerkészítmény, vagy
egy módosított szövetből vagy szövetből álló vagy abból álló szövetmodulált termék, és olyan humán szövetek regenerálására, javítására vagy helyettesítésére, amelyek emberi tulajdonságokkal rendelkeznek, vagy amelyeket emberekben alkalmaznak vagy adnak be.
A fejlett terápiákkal foglalkozó bizottság (CAT)
Az ATMP-szabályozásnak megfelelően létrehozták a fejlett terápiákkal foglalkozó bizottságot (CAT). A CAT egy multidiszciplináris bizottság, amely európai szakértőket gyűjti össze az ATMP-k minőségének, biztonságosságának és hatékonyságának felmérése, valamint a terület tudományos fejlődésének figyelemmel kísérése érdekében. A KAT fő feladata, hogy véleményt dolgozzon ki az Európai Gyógyszerügynökségnek benyújtott minden egyes ATMP-kérelemről, mielőtt az emberi felhasználásra szánt gyógyszerek bizottsága (CHMP) végleges véleményt fogadott el egy, az emberi felhasználásra szánt gyógyszerek engedélyezéséről, módosításáról, felfüggesztéséről vagy visszavonásáról az érintett gyógyszer forgalomba hozatali engedélye. Az EMA ügyvezető igazgatója vagy az Európai Bizottság kérésére véleményt dolgoznak ki az ATM-kkel kapcsolatos bármely tudományos kérdésről is. A CAT különböző tagokból áll, köztük öt tagból vagy a CHMP társelnökéből. Ezeket a tagokat a CHMP maga nevezi ki.
Emberi felhasználásra szánt gyógyszerek bizottsága (CHMP)
A CHMP az Európai Gyógyszerügynökség bizottsága, amely felelős az emberi felhasználásra szánt gyógyszerekre vonatkozó kérdésekre vonatkozó vélemények készítéséért. A CHMP által végzett vizsgálatok tisztán tudományos kritériumokon alapulnak, és meghatározzák, hogy az érintett gyógyszerek megfelelnek-e a szükséges minőségi, biztonsági és hatásossági követelményeknek (az EU jogszabályokkal, különösen a 2001/83 / EK irányelvvel összhangban). Ezek a folyamatok biztosítják, hogy a gyógyszerek pozitív kockázat / haszon egyensúlyt biztosítsanak a betegek / felhasználók számára, miután elérik a piacot.
Gene Therapy Munkacsoport (GTWP)
A CAT Gene Therapy Munkacsoport (GTWP) multidiszciplináris európai szakértőkből álló csoport volt, amely a génterápiára közvetlenül vagy közvetetten kapcsolódó minden kérdésben ajánlásokat adott a CAT-nek. A CHMP Génterápiás Munkacsoportjának megszüntetését követően jött létre. A GTWP-t 2012 szeptemberében ad hoc szerkesztési csoportok váltották fel.

#### Magyarország

##### GMO
A GMO-k illetékes hatósága a Földművelésügyi és Vidékfejlesztési Minisztérium. Mivel még nem került alkalmazásra, a GMO-kkal kapcsolatos klinikai génterápiás vizsgálatok elvégzésének feltételeit nem vitatták meg teljeskörűen. 

##### OGYEI
Az Országos Gyógyszerészeti és Élelmezés-egészségügyi Intézet a humán gyógyszerekkel kapcsolatos klinikai vizsgálatok illetékes hatósága.
- Az Országos Gyógyszerészeti és Élelmezés-egészségügyi Intézet (OGYÉI) és az Egészségügyi Tudományos Tanács Klinikai Farmakológiai Etikai Bizottsága (ETT-KFEB) KÖZÖS MÓDSZERTANI LEVELE (2015. május) Hatályba lép: 2015. július 31.
- Részletes útmutató az illetékes hatóságokhoz benyújtott emberi alkalmazásra került gyógyszer klinikai vizsgálatának engedélyezésére irányuló kérelemmel, a lényeges módosítások bejelentésével, és a vizsgálat befejezésének bejelentésével kapcsolatban2005. október
- A klinikai kutatás jogi szabályrendszere Magyarországon – belső jog / Legal framework of clinical research in Hungary – Internal law

#### EU irányelvek és rendeletek
Az Európai Parlament és a Tanács 2001/20 / EK irányelve (2001. április 4.) a gyógyszerek klinikai vizsgálatai során a helyes klinikai gyakorlat végrehajtására vonatkozó tagállami törvényi, rendeleti és közigazgatási rendelkezések közelítéséről emberi felhasználásra (HL L 121., 2004.5.1. , 34-44. oldal).
Az emberi felhasználásra szánt gyógyszerek közösségi kódexéről szóló, 2001. november 6-i 2001/83 / EK európai parlamenti és tanácsi irányelv (HL L 311., 2001.11.28. , 65-128. oldal) .
A géntechnológiával módosított mikroorganizmusok zárt rendszerben történő felhasználásáról szóló, 2009. május 6-i 2009/41 / EK irányelv ( Hivatalos Lap L 125/75 ).
A 2001/18 / EK európai parlamenti és tanácsi irányelv 2001. március 12. szándékos környezetbe juttatásának a géntechnológiával módosított szervezetek és hatályon kívül helyezéséről szóló 90/220 / EGK irányelv (HL L 106., 17/4/2001 1-39. oldal).
Az Európai Parlament és a Tanács 2004. március 31-i 726/2004 / EK rendelete az emberi, illetve állatgyógyászati felhasználásra szánt gyógyszerek engedélyezésére és felügyeletére vonatkozó közösségi eljárások meghatározásáról és az Európai Gyógyszerügynökség létrehozásáról (HL L 136., 30. / 4/2004, 1-33. oldal).
A fejlett terápiás gyógyszerkészítményekről (ATMP) szóló, 2007. november 13-i 1394/2007 / EK európai parlamenti és tanácsi rendelet (HL L 324., 2007.12.10.).
EUR-Lex – Az uniós jog portálja

### Egyesült Államok

#### DHHS
Az USA-ban az Egészségügyi és Humánügyi Minisztérium (DHHS) feladata a klinikai vizsgálatok felügyelete. Két szervezet a DHHS-en belül, a Humán Kutatás-védelmi Hivatal (OHRP) és az Egyesült Államok Élelmiszer- és Gyógyszerbiztonsági Hivatala (FDA) sajátos hatáskörrel rendelkezik a Szövetségi Szabályzatban (CFR). A klinikai génterápiás kísérletek során minden kutatónak be kell tartania ezeket a szabályokat. Az OHRP felhatalmazza, hogy az emberrel kapcsolatos beavatkozásokat érintő valamennyi kutatás az Intézményi Felülvizsgálati Testületek (IRB) felülvizsgálata és jóváhagyása alá kerüljenek. Az IRB feladata a kutatási kockázat értékelése az alanyok számára, valamint a kutatással kapcsolatos beavatkozások megkezdése előtt jóvá kell hagynia a kutatási protokollokat és az erről tájékoztatott alanyok beleegyezését be kell szerezni.

#### NIH – OBA – RAC
Egy másik DHHS ügynökség, a Nemzeti Egészségügyi Intézet (NIH) felügyeli a szövetségi finanszírozású klinikai vizsgálatok magatartását olyan iránymutatások segítségével, amelyek további követelményeket támasztanak a CFR-ben meghatározott eljárásokkal szemben.
Az NIH-t 1974. október 7-én hozta létre a Rekombináns DNS Tanácsadó Testületet (RAC) a genetikai anyagok manipulációjának biztonságával kapcsolatos közérdekekre adott válaszként rekombináns DNS-technikák alkalmazásával kapcsolatosan. Annak ellenére, hogy a RAC hatásköre az információtechnológia tudományos megértése és fejlesztése során idővel alakult ki, az NIH továbbra is kritikus fontosságú fórumként szolgál a nyílt, nyilvános vitára a rekombináns DNS-technológia által felvetett tudományos, etikai és jogi kérdésekben, alap- és klinikai kutatási alkalmazásokban. A RAC jelenleg a NIH nevében az emberi génátvitel kutatásának felülvizsgálója. A rekombináns DNS-kutatással kapcsolatos NIH-finanszírozást megkapó intézményekben végzett vagy szponzorált humán génátviteli kísérleteket a Biotechnológiai Tevékenységek Hivatala (OBA) nyilvántartásba veszi és a RAC vizsgálja. Az OBA felelős a rekombináns DNS-kutatás NIH rendszerének felügyeletéért. Az új, vagy különösen fontos tudományos, biztonsági vagy etikai megfontolásokat felvető klinikai génterápiás protokollokat a RAC a negyedéves nyilvános megbeszélések egyikén tárgyalja. A RAC-eljárásokat és jelentéseket az OBA honlapján teszik közzé, hogy fokozzák a tudományos és laikus közönség számára való hozzáférhetőséget. 
Az NIH tanácsadást folytat a RAC-ről a rekombináns DNS-technológia különböző előrehaladásáról, valamint az új vagy valószínűleg kockázatos rekombináns DNS-kutatással kapcsolatos etikai és biztonsági megfontolásokról. 

#### FDA – CBER
Az Egyesült Államok Élelmiszer-és Gyógyszerügyi Hivatala (FDA) az elsődleges kormányzati szerv, amely az amerikai állampolgárok egészségének védelmével foglalkozik, biztosítva, hogy a gyógyszerek, az orvostechnikai eszközök és a biológiai termékek biztonságosak és hatékonyak legyenek, mielőtt orvosok, ápolók, gondozó szakemberek, kórházak és fogyasztók számára elérhetővé válik. Az FDA biológiai értékelési és kutatási központja (CBER) szabályozza az emberi génterápiákat, amelyek a "biológiai" jogi meghatározása alá tartoznak. A génterápiás termékek gyártói kötelesek széles körben tesztelik termékeiket, és meg kell felelniük az FDA biztonsági, tisztasági és hatékonysági követelményeinek, mielőtt az Egyesült Államokban értékesíthetővé válnak. Az a gyártó, aki egy génterápiás terméknek az Egyesült Államokban történő értékesítését fontolgatja először, meg kell ismernie az FDA szándékait, majd a terméket laboratóriumban, majd kutatási állatokon kell tesztelnie. Amikor a gyártó készen áll a génterápiás készítmény emberen történő tanulmányozására, az engedély megszerzése előtt külön engedélyt kell kérnie az FDA-tól.
Ezt az engedélyt új gyógyszeres alkalmazásnak vagy (IND) -nek nevezik. Az IND-ban a gyártó elmagyarázza, hogyan kívánja elvégezni a vizsgálatot, milyen lehetséges kockázatokkal járhat, és milyen lépéseket tesz a betegek védelme érdekében, és adatokat szolgáltat a tanulmány elkészítéséhez. Az IND-folyamat részeként a gyártónak jóváhagyást kell kapnia egy tudományos és orvosi tanácsadók és fogyasztók bizottságától (intézményi felülvizsgálati testületnek), amely a tanulmányban részt vevő személyek védelmére összpontosít. A kutatóknak is tájékoztatniuk kell azokat a személyeket, akik a tanulmány részét képezhetik a tanulmány potenciális kockázatairól és előnyeiről, és megkaphatják beleegyezésüket. Amikor az FDA tudósai egy génterápiára vonatkozó IND-kérelmet kapnak, alaposan megvizsgálják, mielőtt a gyártó vagy a kutató megkezdi a vizsgálatot. Az FDA megkérheti a vizsgálatot végző szponzort, hogy végezzen több laboratóriumi vizsgálatot, és több biztosítékot tartalmazzon a betegek biztonságának biztosítása érdekében, például a betegek kisebb adagokban történő adagolását. Amint azt a következő részben tárgyaljuk, ha váratlan problémák merülnek fel, az FDA megmondhatja a gyártónak, hogy változtassa meg a tanulmányt, vagy teljesen állítsa le. Az FDA engedélyezte az emberi génterápiás termékek értékesítését.

### Egyesült Királyság
Az Egyesült Királyság Egészségügyi Minisztériuma, a Gyógyszerek és Egészségügyi Termékek Szabályozó Hivatala (MHRA) egy része a kormány végrehajtó szervezetének, amely felelős azért, hogy a gyógyszerek és az orvostechnikai eszközök elfogadhatóan ésbiztonságosak működjenek. A GMO-kkal végzett klinikai vizsgálatok illetékes hatósága az Egészségügyi és Biztonsági Végrehajtó (HSE) vagy a Környezetvédelmi, Élelmiszerügyi és Vidékügyi Minisztérium (DEFRA). Mind a HSE, mind a DEFRA a közös szabályozó hatóság (JRA) részét képezi, szoros együttműködést biztosítva. A géntechnológiával módosított élőlényekkel foglalkozó tudományos tanácsadó bizottság (SACGM) technikai és tudományos tanácsokat nyújt az Egyesült Királyság illetékes hatóságainak a géntechnológiával módosított élőlények (GMO-k) zárt rendszerben történő felhasználásának emberi és környezeti kockázatainak minden vonatkozásában.
A Génterápiás Tanácsadó Bizottság (GTAC) operatív felelőssége 2011. június 1-jétől a Nemzeti Kutatási Etikai Szolgálat (NRES) részére került át. A GTAC oldalakat a Nemzeti Levéltár archiválja.
A londoni NHS Oktató Kórház Tréning proaktív kockázatértékelésen alapuló génterápiás klinikai vizsgálatokra vonatkozó szabványok. A genetikailag módosított vektorokat alkalmazó génterápiára vonatkozó vonatkozó szabályokat áttekintjük és szemléltetjük egy nagy oktató kórház NHS Trust által alkalmazott eljárásávall.

## Spekulatív génterápia

### Termékenység, meddőség
A génterápiás technika segítségével lehetőség van arra, hogy alternatív kezelési lehetőségeket nyújtsanak a meddőségben szenvedők számára. Az utóbbi időben az egéren végzett sikeres kísérletek bebizonyították, hogy a termékenység helyreállítható a CRISPR génterápiás módszer alkalmazásával. Egy másik organizmusból származó spermatogén őssejteket egy terméketlen hím egér herébe átültetettek. Az őssejtek újból létrehozták a spermatogenezist és a termékenységet.

### Géndopping

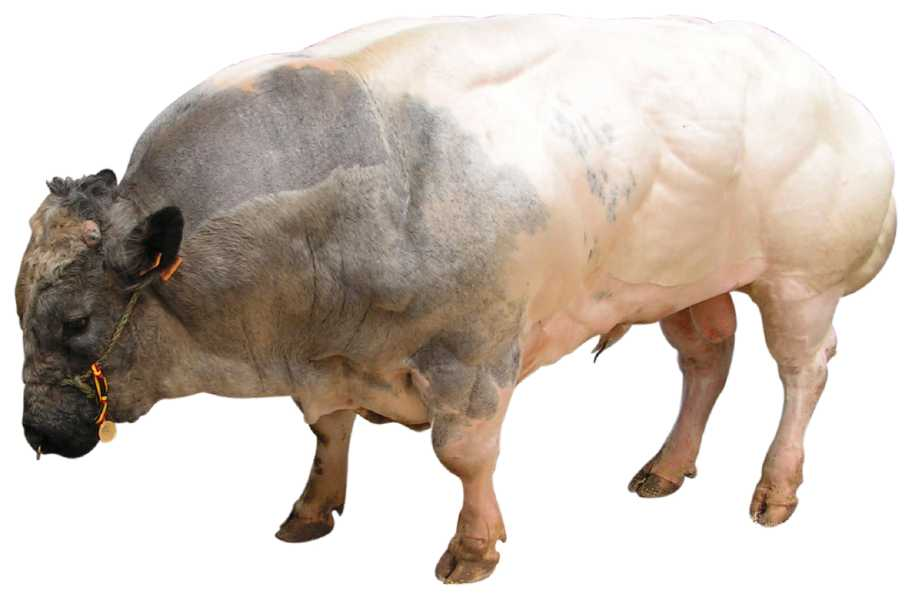
Miosztatinnal kezelt belga feketebika

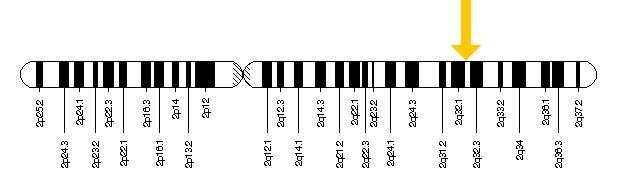
Az MSTN gén a 2. kromoszóma hosszú (q) karján helyezkedik el a 32.2 pozícióban. Pontosabban, az MSTN gén a 190,055,700 alappárról a 190,062,729 alappárra épül fel a 2. kromoszómán. (Homo sapiens Annotation Release 107, GRCh38.p2)

A sportolók génterápiás technológiákat alkalmazhatnak teljesítményük fokozása érdekében. A géndopping még nem bizonyított a versenysportban, de számos génterápiának ilyen hatásai lehetnek. Kayser és munkatársai azzal érvelnek, hogy a géndopping képes magasabb szintre emelni a versenyzés minőségét abban az esetben, ha minden sportoló egyenlő hozzáférést kap. A kritikusok szerint a terápiás beavatkozás nem terápiás/ javító célok esetén veszélyezteti az orvostudomány és a sport etikai alapjait.
Analóg módon géndopping nem terápiás alkalmazások a génterápia lehet megtervezett célból állatok növekedésének stimulálása, így javítva a húshozamot, erre alkalmas a növekedési hormon, a miosztatin és az anabolikus hormonok. A géndopping a sportteljesítmény fokozása érdekében nem korlátozódik az emberekre, hanem érintheti például a lóversenyzést.

#### Politikatörténeti fejlődés
A géndoppinggal kapcsolatos politikatörténeti fejlődése 2001-ben kezdődött, amikor a Nemzetközi Olimpiai Bizottság (NOB)(IOC) Orvosi Bizottsága találkozott, hogy megvitassák a génterápia sportra gyakorolt hatásait. Ezt követte a WADA, amely 2002-ben összegyűlt szakemberei a genetikai fejlesztésekkel kapcsolatos problémák megvitatására. 2003-ban a WADA úgy döntött, hogy a genetikai dopping ellenes tilalmat a Doppingellenes Kódexen belül beiktatja, amelyet a 2004-es Doppingellenes Kódex megfogalmaz. 2004-ben a hollandiai Doppingügyi Központ (NeCeDo) és a WADA szervezett egy "Gene Doping" workshopot . Ezenkívül a NeCeDo jelentést tett közzé a gén doppingról, mint a felmerülő lehetséges alkalmazásokról és a genetikai manipuláció kockázatáról a sportban. Annak ellenére, hogy nem volt dokumentált géndopping eset, a génterápia tudománya és a sportközösség technikai érdeklődése olyan szintre emelkedett, amely elkerülhetetlenné tette a géndopping megjelenését.
A Doppingellenes Világszervezet (WADA) megkérte a kutatókat, tudósokat, hogy segítsenek megtalálni a módját annak, hogy megakadályozzák azt, hogy a génterápia a legújabb dopping eszköz legyen. 2005 decemberében a Doppingellenes Világszervezet megtartotta második találkozóját a doppingról, amelyet Stockholmban tartottak. Ezen a találkozón a küldöttek nyilatkozatot készítettek a géndoppingról, amely első alkalommal tartalmazott egy erős elrettentést a genetikai tesztelés alkalmazása a teljesítmény fokozók kimutatásával kapcsolatban. Nemrégiben a tübingeni és a mainzi német tudósok vérvizsgálatot fejlesztettek ki, amely megbízható módon képes kimutatni a géndoppingot 56 nap múlva is: "Első alkalommal közvetlen módszer áll rendelkezésre, amely hagyományos vérmintákat alkalmaz a génátvitel útján történő dopping kimutatására".

#### Bioetikai kérdések

##### miosztatinnal kapcsolatos izomhipertrófia
Az életkor vagy betegség miatt fejlődésében visszamaradt izomzat helyreállítására szolgáló génterápia készen áll a klinikai alkalmazásra, de a sportolók is szemmel tartják a teljesítmény növelését ezzel a terápiával. A sejtek, gének, genetikai elemek vagy a génexpresszió modulációjának nem terápiás célú felhasználása a sportteljesítmény javítására képes a Doppingellenes Világszervezet szerint a géndopping felhasználásával. Egy komplex etikai és filozófiai kérdés az, ami meghatározza a géndoppingot, különösen az emberi teljesítmény fokozással kapcsolatos bioetikai vitákkal összefüggésben. A génadagolás magában foglalhatja az izomsorvadásos rendellenességek kezelésére szánt génterápiák rekreációs használatát. Ezek közül a hatóanyagok közül sokan megkülönböztethetetlenné válhatnak természetes ellenanyagaiktól. Ilyen esetekben semmi gyanús anyag nem lép be a véráramba, így a dopping ellenőrök semmit sem észlelnek a vérben vagy vizeletvizsgálatban.

##### eritropoietin
Például a géndoppingot használhatják arra, hogy a sportolók számára eritropoetin (EPO) forrást biztosítsanak, olyan hormon, amely elősegíti a vörösvérsejtek kialakulását, ami már széles körben elterjedt a sportban. 

##### inzulin-szerű 1. növekedési faktor

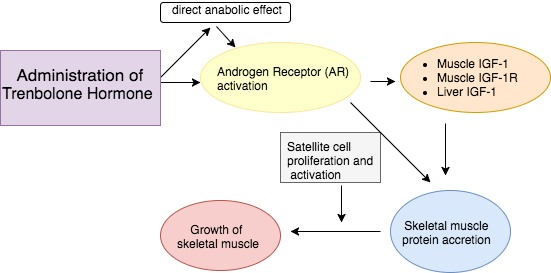
A trenbolon hormon alkalmazása közvetlenül anabolikus hatást gyakorol az androgén receptor (AR) aktivitásra. A trenbolon által előidézett AR-aktivitás hozzájárul az IGF-1 és az IGF-1R szintjének emelkedéséhez, ezáltal fokozza a vázizmok fehérje növekedését. A szatelita-sejtek aktiválásának növekedése és proliferációja elősegíti a vázizom növekedését.

Egy másik jelölt gén az inzulin-szerű 1. növekedési faktor (IGF-1), amely részben szabályozza az izmok felépítését és javítását azáltal, hogy stimulálja a szatelit sejtek sejtszaporodását (proliferációját).

### Emberi génállomány biomérnöki befolyásolása
A géntechnológia alkalmas a betegségek gyógyítására, de megváltoztatja a fizikai megjelenést, az anyagcserét, sőt javíthatja a fizikai állóképességet és a mentális képességeket, például a memóriát és az intelligenciát. A csíravonal-tervezéssel kapcsolatos etikai megfontolások magukban foglalják azt az állítást, hogy minden magzatnak joga van genetikailag megváltozni, hogy a szülőknek joga van az utódaik genetikai módosítására, és hogy minden gyermeknek joga van ahhoz, hogy megszabaduljon a megelőzhető betegségeitől. A szülők számára a géntechnológia egy speciális gyermekvédelmi, valamint képességfejlesztési eljárásnak is tekinthető, amely hozzáadódik az étrendhez, a testmozgáshoz, az oktatáshoz, a képzéshez, a kozmetikához és a műtéthez. Egy másik teoretikus azt állítja, hogy az erkölcsi aggodalmak korlátozzák, de nem tiltják a csíravonal-tervezést.
A lehetséges szabályozási rendszerek magukban foglalják a teljes tilalmat mindenki számára vagy a szakmaszámára biztosítja az önszabályozás lehetőségét. Az Amerikai Orvosi Szövetség Etikai és Igazságügyi Tanácsa megállapította, hogy "a genetikai beavatkozások a tulajdonságok javítására csak súlyosan korlátozott helyzetekben engedélyezhetők: 
(1) egyértelmű és értelmes előnyök a magzatra vagy a gyermekre,
(2) jellemzői vagy tulajdonságai, és
(3) egyenlő hozzáférés a genetikai technológiához, jövedelemtől vagy más társadalmi-gazdasági jellemzőktől függetlenül. "

## A génterápia jövője

Génterápiás klinikai vizsgálatok betegségcsoportonkénti aránya 2008-ban

A génterápiával vállvetve a személyre szabott medicina egy még újabb területe az őssejtterápia és regeneratív medicina került a kutatások célkeresztjébe, ami a génterápiával kombinált őssejtterápia. Az őssejtterápia esetén a terápiás gént hordozó vektor általában retrovírus, ami beépül a genomba. 

## Génterápiás klinikai vizsgálatok adatbázisai
- Wiley adatbázis a génterápiás vizsgálatokról világszerte[halott link]

A Journal of Gene Medicine klinikai vizsgálati oldalai bemutatja azokat táblázatokat, amelyek leírják a jóváhagyott, folyamatban lévő vagy befejezett klinikai vizsgálatok számát világszerte. Az adatok rendelkezésre állnak: kontinensek és országok szerint, ahol kísérleteket végeznek; javallatok; használt vektorok; átadott géntípusok; a klinikai vizsgálatok fázisai; a vizsgálatok száma jóváhagyott / kezdeményezett 1989-2007. Egy kereső adatbázis is megtalálható, részletes információkkal az egyes kísérletekről. Az adatokat rendszeresen frissítik a hivatalos ügynökségi forrásokból (RAC, GTAC stb.). A közzétett irodalomról, konferenciákon és az ellenőrök vagy a próba szponzorok által nyújtott információkról. Bizonyos kísérletekre vonatkozó információk hiányosak, mivel egyes országok szabályozási ügynökségei egyszerűen nem adnak ki semmilyen információt.
Lásd még: Génterápiás klinikai vizsgálatok 2012-ig világszerte – frissítés. J. Gene Med. 2013 február; 15 (2): 65-77.
- ClinicalTrials.gov adatbázis az USA-ban és világszerte végzett klinikai vizsgálatokról

Az Egyesült Államok Nemzeti Egészségügyi Intézetei az Országos Orvosi Könyvtáron keresztül kifejlesztették a ClinicalTrials.gov-ot, hogy a betegeket, a családtagokat és a nyilvánosság tagjait a klinikai kutatásokkal kapcsolatos aktuális információkkal lássák el. Az adatbázis a szövetségi és magántulajdonban támogatott klinikai vizsgálatok nyilvántartása az Egyesült Államokban és a világ minden tájáról. A ClinicalTrials.gov tájékoztatást ad a kísérlet céljáról, a résztvevőkről, a helyszínekről és a telefonszámokról.
további részletekért:
- Nemzetközi Szabványos Véletlenszerű Ellenőrzött Számozott Klinikai Vizsgálati Regiszter

Az ISRCTN nyilvántartás egy regiszter, amely az ISRCTN-hez rendelt klinikai vizsgálatokhoz tartozó adatelemek alapvető csoportját tartalmazza. A rekordokat soha nem távolítják el az ISRCTN nyilvántartásból (kivéve az ismétlések esetét), ami biztosítja, hogy az ISRCTN-en regisztrált próbákra vonatkozó alapvető információk mindig rendelkezésre álljanak. Az ISRCTN nyilvántartás megfelel az Egészségügyi Világszervezet (WHO) Nemzetközi Klinikai Vizsgálati Platform (ICTRP) és a Nemzetközi Gyógyszerkönyv szerkesztőik (ICMJE) irányelvei által meghatározott követelményeknek, és megfelel a WHO 20 tételes regisztrációs adatkészletének.
- Kiválasztott genetikai transzfer és terápiás referencia adatbázis

Az adatbázis kezelését a Clinigene végzi. Ennek a weboldalnak az a célja, hogy a géntranszfer és génterápia területén kiválasztott referenciák adatbázisát nyújtsa, a technológiai kérdésekkel, alkalmazásokkal, etikával és szabályozással foglalkozva négy fő adatbázisból: Minőség / Hatékonyság; Biztonság (preklinikai); Nemkívánatos események (klinikai); Fontos klinikai vizsgálatok. Az adatbázis nyitva áll a nyilvánosság számára, és semmiképpen sem teljes, sem átfogó jellegű.
- Publikált Humán Génterápiás Klinikai Vizsgálatok Adatbázisa

Az adatbázisot a Clinigene tartja fenn. A weboldal célja, hogy teljes körű adatbázisokat szolgáltasson az összes közzétett génterápiás vizsgálatról világszerte. Ezen a ponton az adatbázis közeledik, és a nyilvánosság számára nyitva áll.
- GeMCRIS – NIH genetikai módosítások klinikai kutatási információk adatbázisa

A GeMCRIS lehetővé teszi a felhasználók számára, hogy hozzáférjenek az NIH-val regisztrált emberi génátviteli kísérletek adataihoz, beleértve a vizsgált orvosi körülményeket, a vizsgálatokat végző intézmények, az ilyen kísérleteket végző kutatók, a géntermékek, a géntermék forgalomba hozatala és a vizsgálati protokollok összefoglalásának információit.
- Amerikai Nemzeti Rákellenes Intézet – Rákkutatások

Az adatbázis tartalmazza az NCI által támogatott legtöbb klinikai vizsgálatot. A nyilvántartás több mint 5000 kivonatot tartalmaz a klinikai vizsgálati protokollokból, amelyek nyitottak / aktívak és jóváhagyásra kerültek a páciensek felhatalmazásával (betegek átvétele), beleértve a rákkezelésre, a genetikára, a diagnózisra, a szupportív ellátásra, a szűrésre és a megelőzésre irányuló vizsgálatokat. Ezenkívül a nyilvántartás tartalmazza a klinikai vizsgálati protokollok több mint 16 000 olyan kivonatát, amelyek befejeződtek, vagy lezárták a betegek engedélyével.
- EU klinikai vizsgálatok nyilvántartás

Az EU klinikai kísérletek nyilvántartás weboldalán az Európai Unió (EU) tagállamaiban és az Európai Gazdasági Térségben (EGT) végzett klinikai vizsgálatokról és az EU / EGT-n kívül végzett klinikai vizsgálatokról szóló információk és gyermekgyógyászati vizsgálati tervek is. A honlapon található információkat a nemzeti orvoslást szabályozó hatóságai vagy a PIP határozat címzettje viszi be az Európai Unión kívüli vizsgálatokról. Az uniós jogszabályok előírják, hogy a klinikai vizsgálatok részleteit az EudraCT nevű adatbázisba írják be. Az adatbázisban tárolt információkat mostantól nyilvánosan hozzáférhetővé teszik egy új weboldalon, az EU klinikai vizsgálati nyilvántartásán keresztül. A honlapon szereplő információk 2004 májusától kezdődnek.
- EU A klinikai vizsgálatok (JRC) szándékos kibocsátási adatbázisa

A honlapot az Európai Bizottság Közös Kutatóközpontja irányítja a Környezetvédelmi Főigazgatóság nevében. A honlap célja, hogy a 2001/18 / EK EU irányelv, beleértve a génterápiát is, a 2001/18 / EK irányelv szerinti szándékos terepi vizsgálatokra irányuljon az információáramlásról a nyilvánosság felé és a nyilvánosság számára. Ne feledje, hogy egyes EU-tagállamokban a génterápiás vizsgálatok az EU által tartalmazott felhasználási irányelv hatálya alá tartoznak, és nem szerepelnek az adatbázisban.
- Belgium: A jóváhagyott génterápiás klinikai vizsgálatok klinikai adatai

2007 júliusa óta 19 génterápiás protokollt fogadtak el Belgiumban. Ezen protokollok közül tizenhat volt multicentrikus. Minden kísérletet egyetemi kórházakban végezték, és a "géntechnológiával módosított mikroorganizmusok zárt rendszerben történő felhasználására" engedélyezték. Öt jegyzőkönyvet fogadtak el "a géntechnológiával módosított mikroorganizmusok szándékos kibocsátásához kutatás és fejlesztés céljából". A fenti adatbázis illusztrálja az engedélyezett vizsgálatok legfontosabb klinikai adatait. A rákterápiára irányuló legtöbb protokollt. Tizenhárom esetben vírusvektorokat használtak.
- Franciaország: Gene Therapy Clinical Trials adatbázis Archiválva 2018. január 15-i dátummal a Wayback Machine-ben

A klinikai génterápiás vizsgálatokról szóló adatbázis csak francia nyelven áll rendelkezésre (korlátozott hozzáférés).
- Hollandia: klinikai vizsgálatok regisztrálása Archiválva 2018. január 27-i dátummal a Wayback Machine-ben

Információk a klinikai vizsgálatokról Hollandiában. A Trail Register a holland Cochrane Center tagja.
- Hollandia: Gene Therapy Clinical Trials adatbázis

Információk a klinikai génterápiás protokollokról elérhetőek ezen a kormányzati honlapon, amely csak hollandul szolgál információt.
Lásd még: Génterápia Hollandiában: kiemeli az alacsony országokat. J. Gene Med. 2007, 9 (10): 895-903.
- Ausztrália Új-Zéland klinikai vizsgálatok nyilvántartása (ANZCTR)

Az ANZCTR az Ausztráliában és Új-Zélandon végrehajtott klinikai vizsgálatok online nyilvántartása. Az ANZCTR magában foglalja a terápiás területek teljes spektrumának kísérleteit a gyógyszerek, a sebészeti beavatkozások, a megelőző intézkedések, az életmód, az eszközök, a kezelési és rehabilitációs stratégiák és a komplementer terápiák kísérleteivel. Lefedi az ausztrál / új-zélandi kutatókat vagy résztvevőket érintő összes klinikai vizsgálatot. Az ausztrál / új-zélandi kutatókat vagy résztvevőket nem érintő kísérleteket elfogadják, ha nincs megfelelőbb nemzeti nyilvántartás, amelyhez be kell nyújtani őket.